# Hoog Catharijne

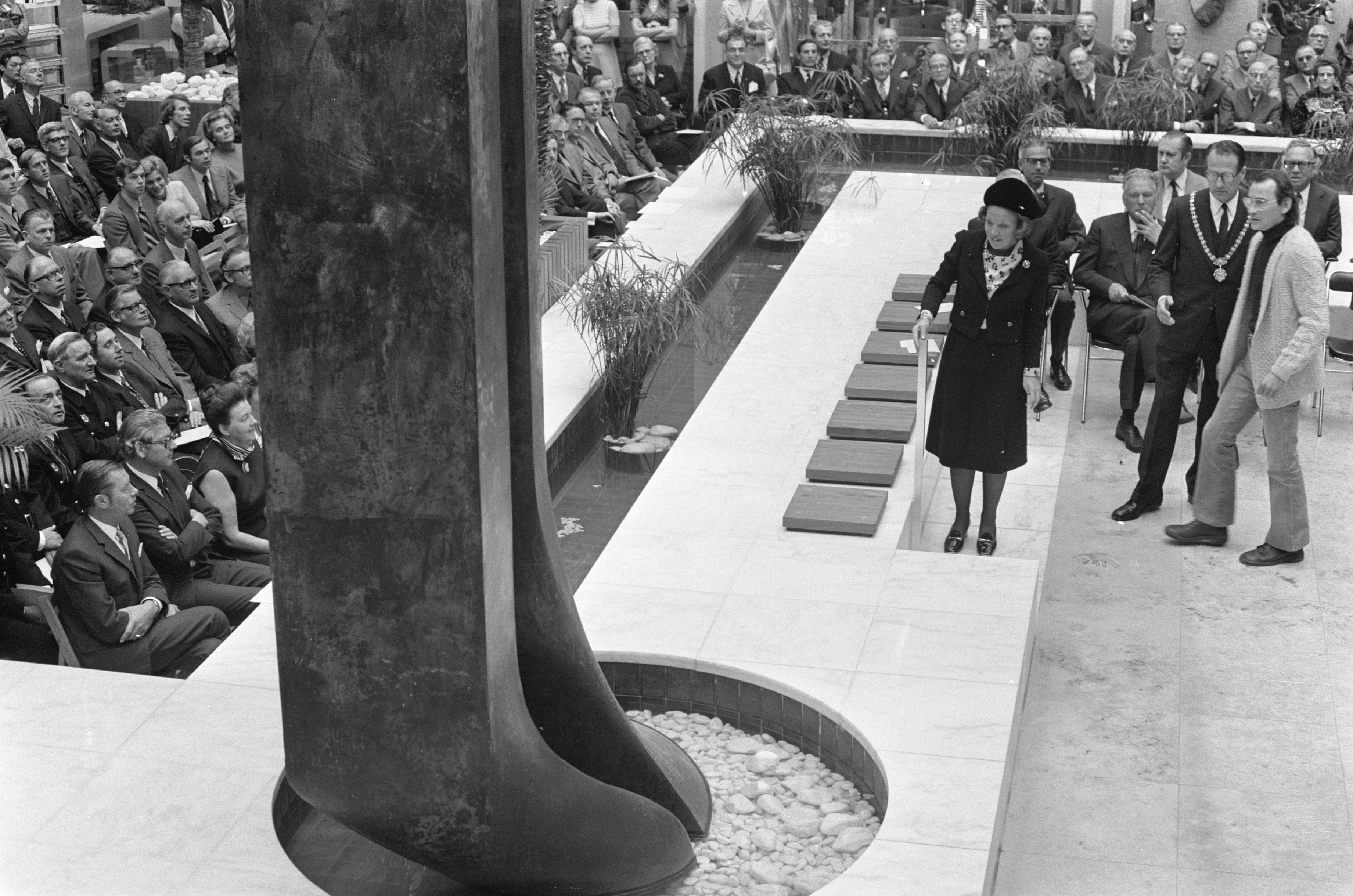
Prinses Beatrix opende in 1973 Hoog Catharijne. In de toenmalige Clarentuin bekeek ze de abstracte fontein van kunstenaar Jan Mulder

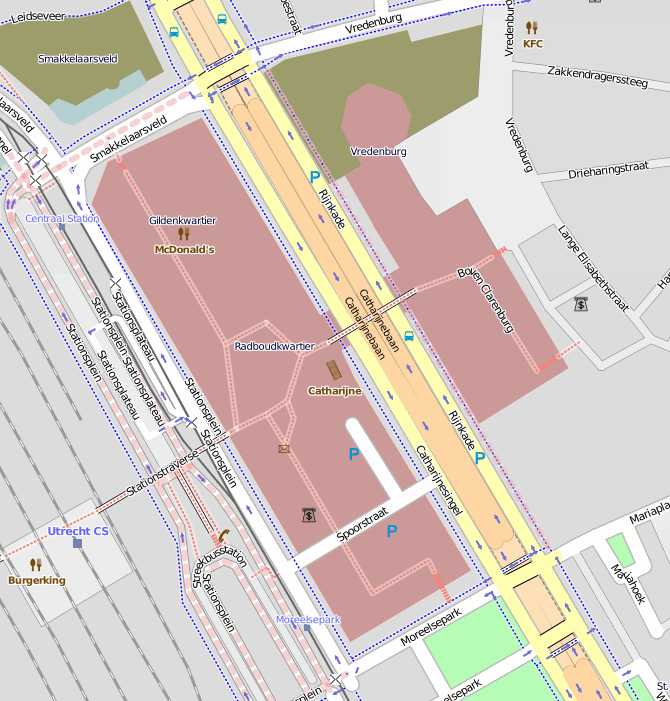
Situatie tussen circa 2013 en voorjaar 2017

Hoog Catharijne is een grotendeels overdekt winkel-, kantoor- en woningcomplex, deels vallend in de binnenstad van de Nederlandse stad Utrecht. Het loopt vanaf het Stationsplein, naar het Vredenburg en biedt onderdak aan honderden winkels, zalen, kantoren en woningen. Het is in handen van het Franse bedrijf Klépierre, een vastgoedconglomeraat dat internationaal actief is als eigenaar/verhuurder van grote winkelcentra.

## Begrip Hoog Catharijne
Hoog Catharijne kan verwijzen naar:
- Het Plan Hoog Catharijne: een grootschalig stedenbouwkundig project uit de jaren 1960 en de jaren 1970 waarbij het stationsgebied van Utrecht tot in de periode 2007-2018 was getransformeerd tot een groot overdekt complex met daarin onder meer opgenomen een van de grootste overdekte winkelcentra van Nederland, het centraal station van Utrecht, een muziekcentrum, een bioscoop, een sporthal en vele kantoren en appartementen. Het complex was onder meer bereikbaar via een toen nieuwe stadsautoweg die door het gebied heenliep. Zie de paragraaf geschiedenis.
- Hoog Catharijne: het winkelcentrum binnen dat complex, de huidige eigenaar is Klépierre, die de voorgaande eigenaar Corio heeft overgenomen. Corio kwam jaren eerder weer voort uit een fusie waarbij WBN (Winkel Beleggingen Nederland) een partner was: WBN was de vastgoeddochter van het ABP. Die had in 1982 Hoog Catharijne overgenomen van Bredero die het complex had ontwikkeld en grotendeels had gebouwd.
- Nieuw Hoog Catharijne: het grote vernieuwingsproject van het winkelcentrum Hoog Catharijne. Het winkelcentrum zelf is herontwikkeld en is daarbij vanaf 2007 ook in stappen grotendeels losgekoppeld van de andere grotere gebouwen van het oude complex, in 2018 was dit scheidingsproces voltooid waarbij ook het station en het winkelcomplex los van elkaar staande gebouwen werden. Zie de paragrafen van Nieuw Hoog Catharijne. De benaming van het winkelcentrum is "Hoog Catharijne" gebleven, soms met de toevoeging: "THE MALL". Dit grote project was onderdeel van het veelomvattende project CU2030, waarbij het gehele stationsgebied vanaf 2007 wederom is getransformeerd.

## Geschiedenis

#### Planvorming
Begin jaren 1960 was de gemeente Utrecht op zoek naar uitbreidingsmogelijkheden van haar centrumgebied. Het city-gebied had slechts de helft van de oppervlakte ten opzichte van de gemiddelde vergelijkbare steden in binnen- en buitenland. Uitbreiding was gewenst en was, gezien vanuit de tijdgeest, mogelijk tussen het oude stadscentrum en het Centraal Station, waar relatief laagwaardige bebouwing aanwezig was.
Men meende dat de constructie een behoorlijke omvang diende te hebben, opdat het dan de moeite waard zou zijn de rooilijnen te wijzigen en daarmee het stratenpatroon. Hierdoor konden verkeersmaatregelen genomen worden.
In eerste instantie was het te bewerken terrein beperkt tot het gebied tussen het Centraal Station en de Catharijnesingel. Later werd dit uitgebreid tot het gebied tussen de Rijnkade, Achter Clarenburg, Mariaplaats en het stationsemplacement en Croeselaan aan de westzijde van het spoor. In 1966 werd overeenstemming bereikt met de Nederlandse Spoorwegen, waarna tevens het spoorterrein bij het plan werd betrokken. Hiermee werd beoogd een verbinding te maken tussen het station en de oude binnenstad. Destijds werd dit gedaan om redenen van verrijking van de binnenstad en een gunstige oriëntatie van het openbaar vervoer ten opzichte van de binnenstad.
In 1962 vroeg de gemeenteraad advies aan het bouwbedrijf Bredero over een mogelijke parkeergarage, grofweg op de plaats van het huidige busstation. Empeo, het adviesbureau van Bredero, presenteerde vervolgens een groot plan voor de bouw van een nieuw winkelcentrum met kantoren, woningen en parkeergarages. Het plan werd later bekend onder de naam Hoog Catharijne, een verwijzing naar het Catharijneveld, de oude naam van Vredenburg. Meest kenmerkend aan het plan was de 5,5 meter hoog gelegen winkelpassage die het station met de binnenstad zou verbinden. Dit zou een ruimtescheppend effect hebben. Door het voetgangersverkeer consequent op deze hoogte te laten plaatsvinden werden barrières als de Catharijnesingel en het stationsemplacement weggenomen.
In 1963 nam de gemeenteraad het plan aan. Later in de jaren 1960 kondigde de Jaarbeurs aan te willen verhuizen van het Vredenburg naar de westzijde van het station. Dit maakte de weg vrij voor ontwikkeling van het Vredenburg.
Hoog Catharijne was gepland door ir. H.T. Vink en ontworpen door drie architecten: G.J. van der Grinten, Bart van Kasteel en K.F.G. Spruit welke allen onder supervisie stonden van Alexander Bodon.

#### Voorbereiding & sloop
Voor het nieuwe winkelcentrum werd de gehele stationswijk, de negentiende-eeuwse wijk gelegen tussen de Catharijnesingel en het station, gesloopt, evenals het stationsgebouw zelf. Maar de perrons bleven verder in dezelfde staat gehandhaafd, evenals de stationsoverkapping uit de 19e eeuw, wel zou een klein stuk perronkap bij elk perron gesloopt worden voor de traverse. Krakers konden voorkomen dat een deel van het binnenstadsgebied rond Clarenburg gesloopt werd, maar meerdere panden, waaronder middeleeuwse, gingen hier desondanks plat. Tot de meest betreurde verliezen behoorde het gebouw van de verzekeringsmaatschappij De Utrecht, een van de belangrijkste jugendstil-panden van Nederland. Tot slot werd de Van Seypesteijnkazerne gesloopt en het noordwestelijke deel van de Stadsbuitengracht gedempt, deze laatste om plaats te maken voor een autoweg, de Catharijnebaan. Op de plek van de voormalige kazerne verrezen de nieuwe gebouwen van de Jaarbeurs.

#### Oplevering
Het complex is over een reeks van jaren opgeleverd:

##### Kantoorgebouw Catharijnesingel 55-57

###### Apotheek en kantoor Ziekenfonds

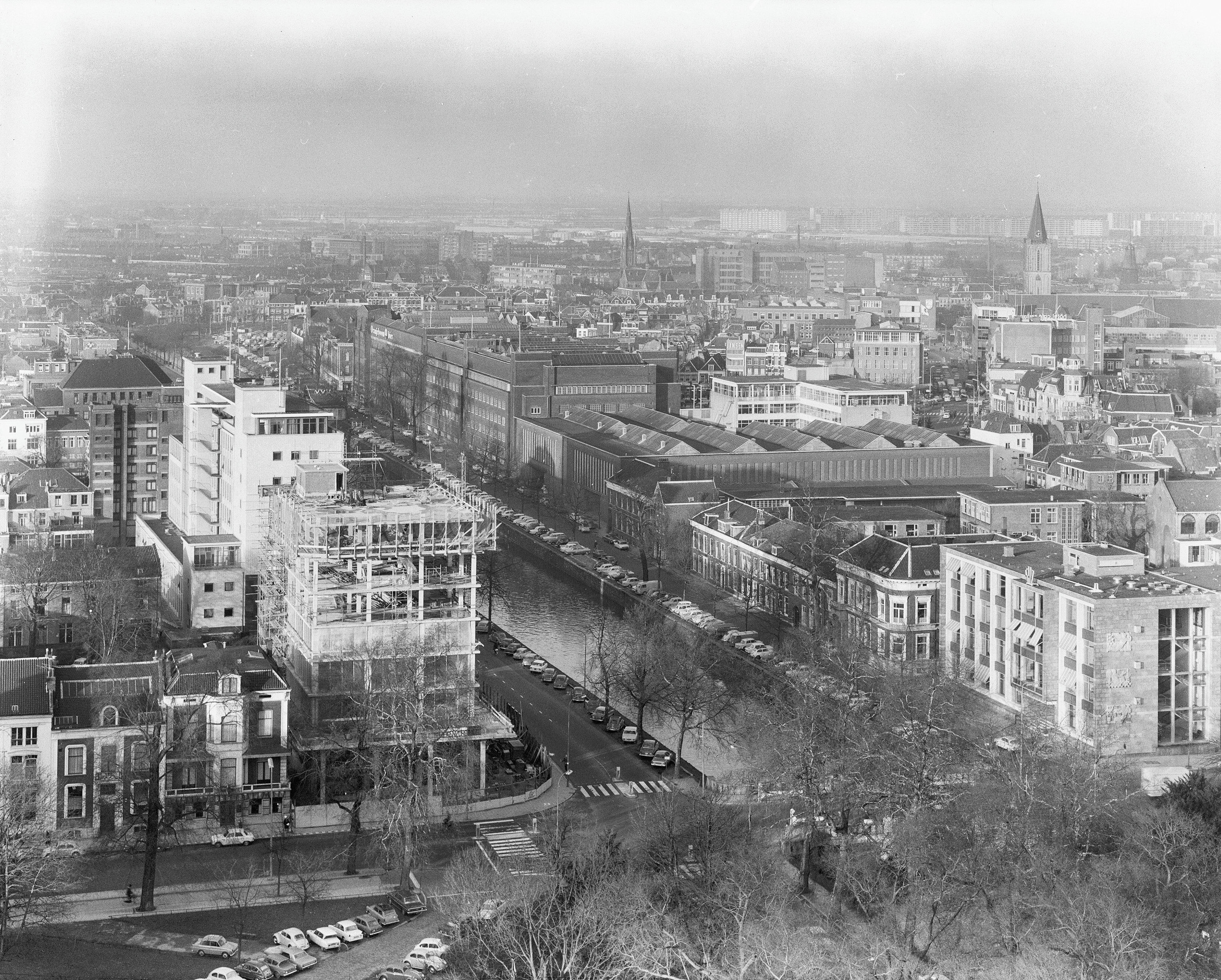
Ziekenfondsgebouw in aanbouw: het eerste onderdeel van Plan Hoog Catharijne, de Catharijnesingel is nog niet gedempt

Op 5 februari 1968 werd het eerste deel van het kantoorgebouw aan de Catharijnesingel 56 van de Ziekenzorg / het Ziekenfonds officieel geopend, dit gebouw bevatte ook een apotheek (huisnummer 57). Het was het eerste gebouw dat in het kader van het plan Hoog Catharijne in gebruik werd genomen.De bovenliggende kantoren heten Catharijneborch (huisnummer 56). De apotheek is in 2018 naar het stationsplein verhuisd.

###### Trindeborch
Het eerste deel van Trindeborch, dat een verlenging is van het hiervoor beschreven gebouw met de apotheek,  was in 1969 gebouwd, en het tweede  deel van Trindeborch is gebouwd in de periode 1974-1975, dat deel heeft ook een westvleugel dat haaks staat op de rest van het kantoorgebouw. Het hele kantoorgebouw heeft eigen ingangen voor de gebouwdelen, zowel vanaf de Catharijnesingel/Catharijnebaan,  met huisnummer 55, als vanuit het in 1975 daar geopende winkelgebied van Hoog Catharijne (het Godebaldkwartier, zie de betreffende paragraaf onder). Zie  ook de afbeelding onderin dit artikel.

##### Opening Jaarbeursplein-gebied en de eerste traverse(n)

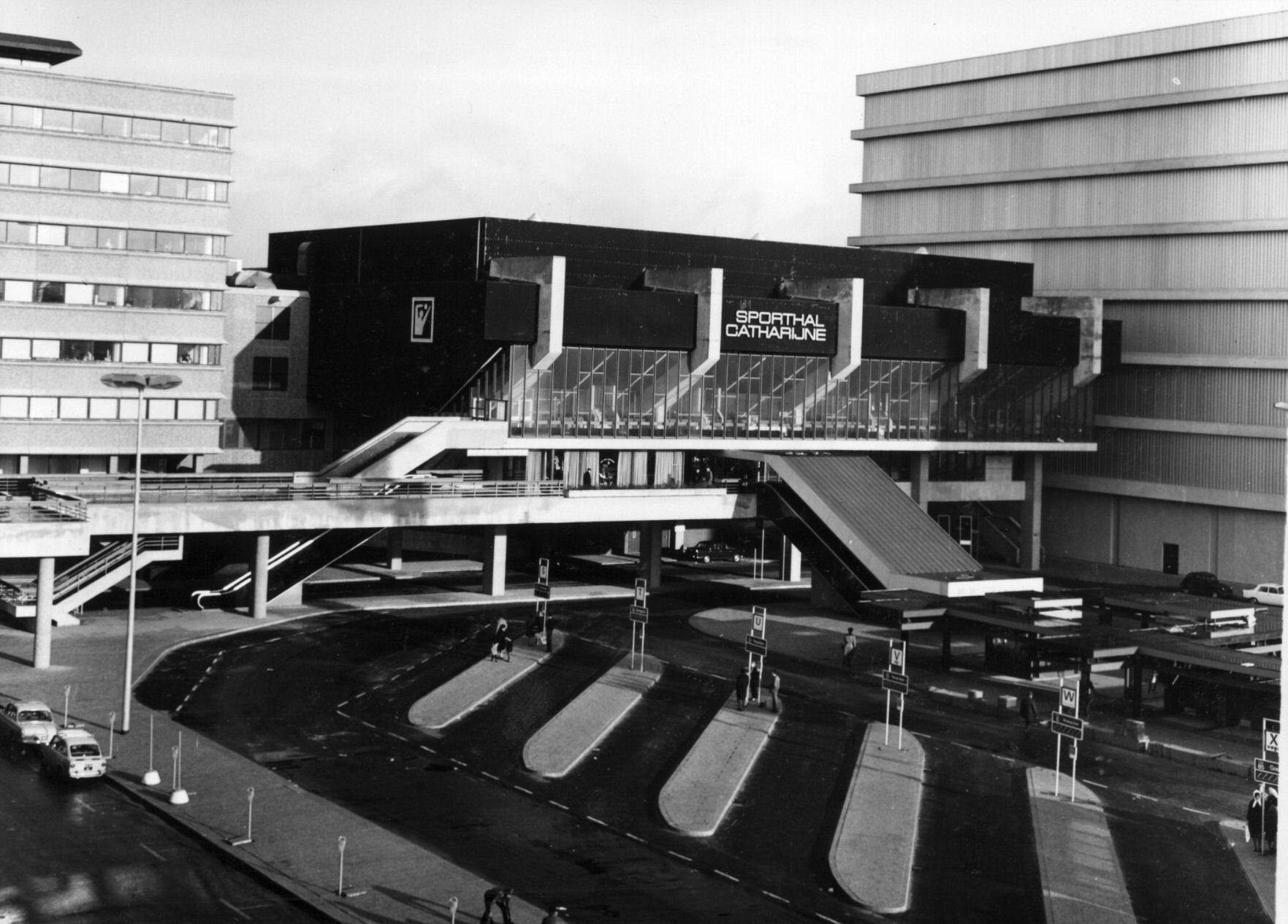
Het pas geopende Jaarbeursplein in 1970 met v.r.n.l.: het Beatrixgebouw, sporthal Catharijne, en kantoor Leeuwensteyn, voor het kantoor is de loopbrug zichtbaar, de Catharijnehof zat bovenaan de roltrappen onder de sporthal, de traverse begon achter de sporthal. Tussen 2010 en 2018 is alle bebouwing op de foto, op het Beatrixgebouw na, gesloopt, het plein is meermaals heringericht.

Tussen medio 1969 en medio 1970 werden het Jaarbeursplein-gebied en de traverse tussen het plein en het oude toenmalige stationsplein opgeleverd. De perrons, het Jaarbeursplein, de sporthal en het Beatrixgebouw waren via de traverse overdekt bereikbaar. Het hoogtepunt van deze bouwfase was de opening van het Beatrixgebouw op 2 maart 1970 door prinses Beatrix zelf. Ze betrad dit gebouw via de genoemde traverse.

###### Stationstraverse (NS)
De traverse begon aan de oostelijke kant op het oude stationsplein dat tussen 1969 en 1976 nog omgebouwd moest worden tot onderdeel van het Hoog Catharijne-complex. Het gedeelte van de traverse over de perrons werd (het NS-gedeelte van) de stationstraverse genoemd. Dit deel van de traverse zou rond 1988 verdwijnen om plaats te maken voor een grotere stationshal (met het blauwe bord).

###### Jaarbeurstraverse
Het stuk traverse tussen het laatste perron en het Jaarbeursplein over het goederenemplacement werd de Jaarbeurstraverse genoemd, op dit gedeelte van de traverse zaten aan de noordelijke kant winkels, aan de zuidelijke zijde was uitzicht op de toenmalige goederensporen van Van Gend & Loos, later in de jaren 1990 en in de jaren 2000 was dit gebied een parkeerterrein voor de NS waar de Jaarbeurstraverse overheen ging (en sinds 2011 is dit hele gebied onderdeel geworden van het station dat toen werd uitgebreid en waarbij de Jaarbeurstraverse in 2013 werd gesloopt).

###### Catharijnehof en Jaarbeursplein
De traverse kwam uit in de Catharijnehof (in 2011 gesloopt): een klein winkelgebied onder de nog hoger gelegen sporthal, met enkele (eet)cafés en tot circa 1988 ook met enkele NS-loketten. De Catharijnehof vormde daarmee het hooggelegen westelijke entreedeel van de traverse aan het toen nieuwe Jaarbeursplein met de mogelijkheid om diverse richtingen op te gaan (zie ook de afbeelding). Publiek dat vanuit het station de hoofdroute volgde door de traversen richting de Jaarbeurshallen kon vanuit de Catharijnehof met de (rol)trap naar beneden richting het toen deels overkapte Jaarbeursplein.

###### Sporthal en Beatrixgebouw
Vanuit de Catharijnehof was er ook een indoorverbinding met de bovengelegen sporthal (in 2011 gesloopt), en een indoorverbinding met het zuidelijk gelegen Beatrixgebouw.

###### Loopbrug: parkeergarage, kantoren en hotel
De noordelijk gelegen parkeergarage (rond 2011 gesloopt) en een lang kantorenblok ten westen van het spoor waren vanuit de Catharijnehof bereikbaar via een niet overdekte loopbrug over de straat en de rijbanen (de loopbrug is rond 2010 gesloopt). Hotelbezoekers hadden ook geen volledig overdekte verbinding, wel konden ze door gebruik van de loopbrug naar de parkeergarage de tussengelegen straat veilig kruisen en daarna over het trottoir naar het hotel gaan. Dit hotel bestaat anno 2024 nog steeds, maar is rond 2001 een NH-hotel geworden.

###### Opleverdata
Het lange kantorenblok ten westen van het spoor werd rond 1969 gebouwd, onderverdeeld in de kantoren Leeuwensteyn, Cranenborch en Van Sypesteijn. Het eerste kantoor in het gebouwdeel Leeuwensteyn is op 11 juli 1969 in gebruik genomen. De GGD zou een jaar later, op 10 juni 1970, in gebouwdeel Cranenborch officieel opengaan. Het kantoordeel Van Sypesteijn is ook in 1970 opgeleverd. 
In de tussentijd zijn op 28 november 1969 de sporthal Catharijne, de onderliggende Catharijnehof en de aangrenzende traverse tussen het station en het Jaarbeursplein (in aanbouw) officieel geopend. Hiermee kreeg het Centraal station van Utrecht zijn achteringang en was er een verbinding tot stand gekomen tussen het station en het Jaarbeurspleingebied. Rond de winter van '69/'70 vonden daarmee de meeste opleveringen plaats van deze bouwfase: want op 7 januari 1970 werd ook de in 1969 gebouwde parkeergarage aan het Jaarbeursplein officieel in gebruik genomen (de eerste parkeergarage van Utrecht ), gelijktijdig met het (busstation van het) Jaarbeursplein. Het Beatrixgebouw werd op 9 januari 1970 (de zalen), en op 2 maart 1970 (in zijn geheel door prinses Beatrix zelf) officieel geopend.
Later werd het Holiday Inn hotel op 8 juni 1970 in gebruik genomen en dat hotel is op 15 juli 1970 officieel geopend, (rond 2001 werd het een NH-hotel). Daarmee was het nieuwbouw-cluster rond het Jaarbeursplein grotendeels gereed. Rond die tijd verschijnen in de Muurkrant felle aanklachten tegen de komst van Hoog Catharijne.

###### Uiteindelijke sloop c.q. behoud
Anno 2024 bestaat van die bebouwing in het Jaarbeursplein-gebied alleen nog het Beatrixgebouw, het hotel dat in 1981 met laagbouw is uitgebreid, het kantoordeel Van Sypesteijn, en het meermaals heringerichte Jaarbeursplein zelf, de rest is in de periode 2010-2018 afgebroken.

##### Opening winkelcentrum, stationshal en Catharijnebaan

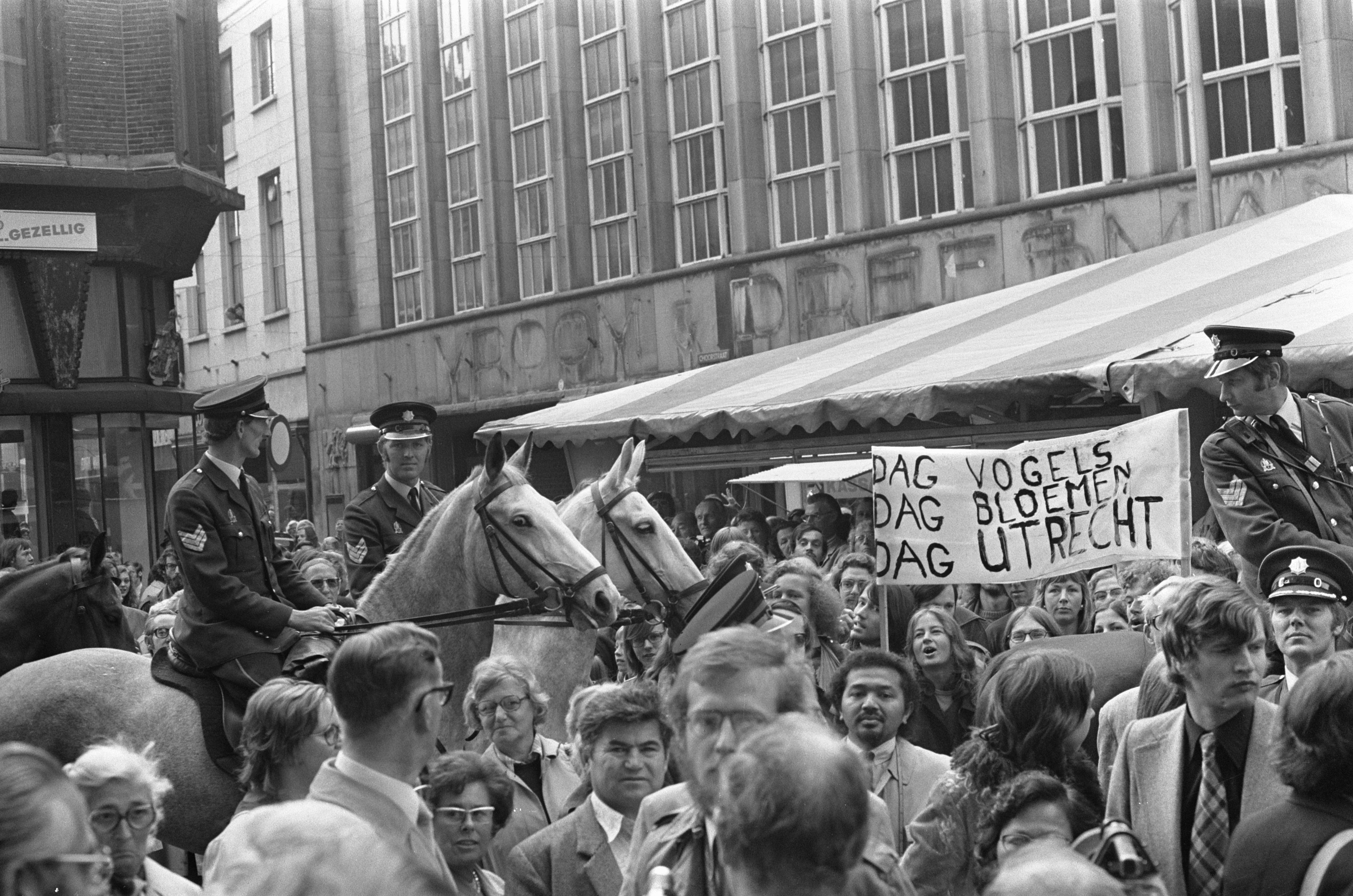
Protest rond de opening van Hoog Catharijne

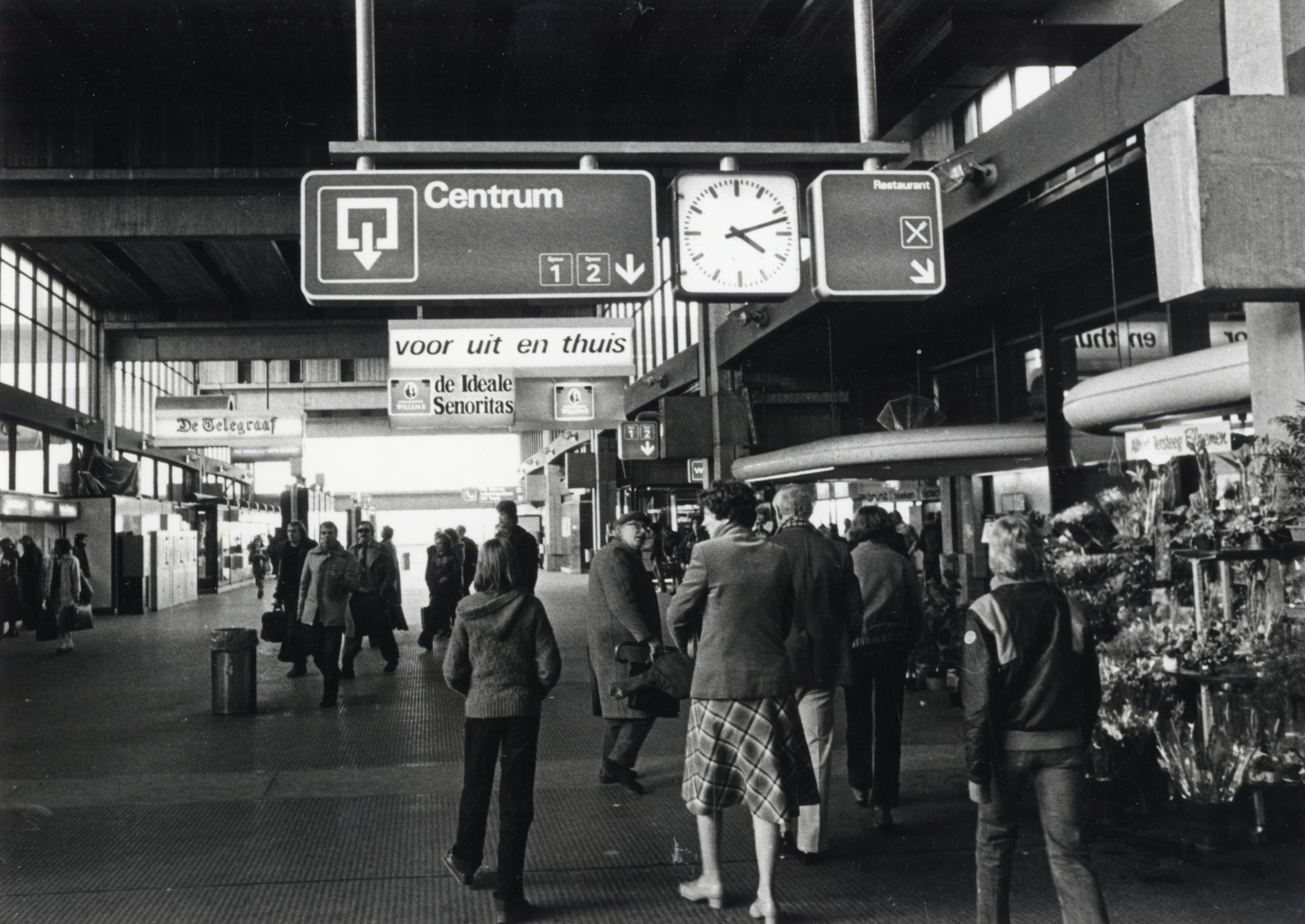
De voormalige stationshal uit 1973 vanuit het zuiden. Het was de schakel tussen het oostelijk gelegen winkelcentrum en de traversen richting de westelijk gelegen Jaarbeurs.

###### Winkelcentrum
Op 24 september 1973 werd Hoog Catharijne officieel geopend door prinses Beatrix. Duizenden inwoners protesteerden die dag op straat. Vlak na de bouw was Hoog Catharijne het grootste overdekte winkelcentrum van Europa. Die dag ging ook de Vroom en Dreesmann (V&D) in het winkelcentrum open,  en later in dezelfde week ook de Bioscoop Catharijne (de eerste zaal). De openingsceremonie van Hoog Catharijne vond plaats in de Clarentuin, zie de afbeelding bij de beginparagraaf van deze pagina, het overdekte horecaplein van Hoog Catharijne tussen de V&D en het Secretariaatsgebouw: dat gebouw uit 1962 was eerst onderdeel van de Jaarbeurs op het Vredenburg en werd na het vertrek van de Jaarbeurs daar onderdeel van het Hoog Catharijnecomplex.

###### Catharijnebaan en parkeergarage Vredenburg
De Catharijnebaan was al op 11 september 1973 in zijn geheel in gebruik genomen. De ondergrondse tweelaagse parkeergarage onder het plein het Vredenburg was rond 17 april 1973 al in gebruik genomen.

###### Stationshal, voltooiing hoofdroute
De nieuwe hooggelegen stationshal (zie de foto in het kader hiernaast) werd op 17 december 1973 officieel geopend. Deze hal boven de sporen sloot aan op het eerder in 1969 geopende deel van de stationstraverse. Hiermee was de belangrijke van oost naar west lopende winkel-as van het Plan Hoog Catharijne gereedgekomen, en was het mogelijk om vanaf het Vredenburg (het plein) volledig overdekt "indoor" naar het station en het Jaarbeursplein te lopen. De hele route lag op een verhoogd niveau waarbij zowel de Catharijnebaan, als het stadsbusstation voor het station, werden overbrugd door brede traversen met winkels. Deze complexe en omvangrijke bouwfase werd (dus) in 1973 vrijwel afgerond.

###### Details, streekbusstation

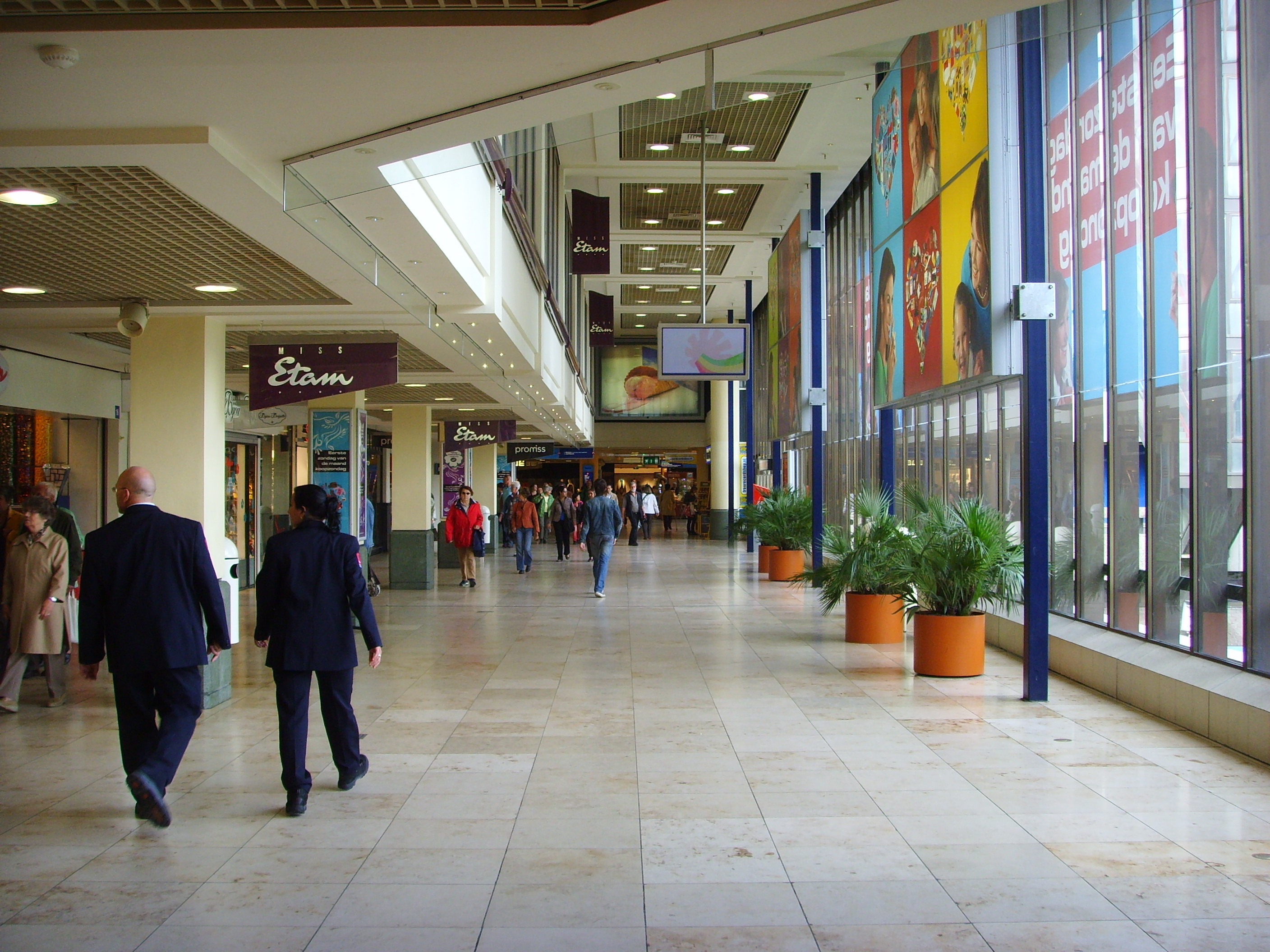
De voormalige Radboudtraverse in 2008, aan de rechterzijde, op de foto gezien, had het publiek (uit)zicht op de toenmalige Catharijnebaan.

Vanuit het Vredenburg gezien begon het winkelcentrum met het winkelgebied Clarenburg: het gedeelte vlak bij de gelijknamige straten en het  voormalige stadskasteel, en bij het toenmalige V&D-gebouw (waar sinds 2019 onder meer de Primark zit). Daarna volgde de Radboudtraverse, waarbij het publiek aan de noordelijke zijde uitzicht had op de Catharijnebaan, waarna (de rest van) het winkelgebied van het Radboudkwartier volgde. Tussen het Radboudkwartier en de stationshal ten slotte lag het stationstraverse-deel uit 1973 dat onderdeel was van Hoog Catharijne, later ook de "Patatstraat" genoemd vanwege het relatief grote aantal frietzaken. 
Vanuit de stationstraverse was in 1973 ook een zuidelijke zijtraverse gebouwd richting het streekbusstation op straatniveau. Het busstation dat op 2 maart 1971 werd geopend (of in de dagen of weken ervoor geleidelijk in gebruik was genomen), werd in de jaren 1970 verder in stappen omgebouwd en uitgebreid van een eenvoudig busstation met (bouw)keten en wat tijdelijke abri's, tot een busstation met aaneengesloten  abri's en met voorzieningen als een kaartverkoopruimte en een gecombineerde restauratie (cafetaria) annex verwarmde wachtruimte.

###### Uiteindelijke sloop c.q. vernieuwing
Van dit alles dat in 1973 is opgeleverd bestaan anno 2022 alleen nog een deel van het winkelgebied Clarenburg, en het in 2018 gerenoveerde voormalige V&D-gebouw. Het meeste (inclusief het Secretariaatsgebouw uit 1962 en het streekbusstation) is tussen 2011 en 2018 afgebroken en/of volledig heringericht. Een deel van de voormalige, en voor het publiek niet meer zichtbare, bioscoop bestaat nog. De Catherijnebaan is weer een singel geworden en het station is omgebouwd en vergroot tot een zogenoemde OV-terminal.

##### Latere opleveringen, Muziekcentrum Vredenburg
In de periode 1974 - 1980 werden de delen van het hoofdcomplex opgeleverd die noordelijk of zuidelijk lagen ten opzichte van de in 1973 geopende route tussen het station en het Vredenburg.

###### Katreinetoren & Laag Katreine
Direct ten zuiden van de stationshal, dus ook boven de sporen, werd in augustus 1974 de Katreinetoren geopend (op een alternatieve/fonetische wijze gespeld): een kantoorgebouw van de NS.
 Later, in 1977 en rond 1980, werd daar aangrenzend aan de zuidzijde van de Katreinetoren, dus ook weer boven de sporen, Laag Katreine in gebruik genomen: de tweedelige laagbouw van de Katreinetoren waarbij de onderbouw van het eerste deel over de sporen al in 1976 was gebouwd. Laag Katreine fungeert als Rayongebouw voor de NS en heeft deels ook als opleidingscentrum voor de NS gefungeerd. Het deel uit 1980 betrof een uitbreiding. (Sinds 2018 maakt dit kantorencentrum Katreine geen deel meer uit van het Hoog Catharijne complex maar het is wel een onderdeel gebleven van het station dat in de periode 2011-2016 is omgebouwd tot OV-terminal.)

###### Taxiplatform en stadsbusstation
Noordelijk van de stationstraverse uit 1973 werd op 22 oktober 1974 het Stationsplateau, oftewel het taxiplatform, in gebruik genomen voor autoverkeer. Bezoekers en reizigers die werden gebracht met de auto of taxi kwamen konden daarmee op ‘traverseniveau’ worden afgezet. Het Stationsplateau/taxiplatform zou het dak worden van het stadsbusstation op het straatniveau dat op 9 april 1975 zou worden geopend. (Zowel het taxiplatform als het busstation zijn rond de periode 2011-2013 gesloopt.)

###### Godebaldkwartier en Gildenkwartier
Op 3 september 1975 werd het winkelgebied het Godebaldkwartier geopend dat zich ten zuiden van het Radboudkwartier bevond. Het Godebaldkwartier sloot met de gelijktijdige bouw van kantoordeel Trindeborch in het zuiden aan op het kantoorgebouw van het Ziekenfonds en op kantoordeel Catharijneborch die al eerder waren gebouwd, zie de betreffende paragraaf boven. In eerste instantie was het Godebaldkwartier niet overdekt maar als een permanent marktgebied ingericht met vaste kiosken. In 1977, of eerder, werd ook dit gedeelte alsnog middels beglazing overdekt, de kiosken zijn in die periode verwijderd. 
Het Gildenkwartier, een winkelgebied dat zich noordelijk van het Radboudkwartier bevond, werd op 27 oktober 1977 geopend, inclusief de Gildentraverse: een tweede traverse over de Catharijnebaan tussen het Gildenkwartier en de straat het Vredenburg. Na 2003 werd incidenteel ook de benaming "Mediamarkttraverse" gebruikt, de traverse is rond 2010 gesloopt.

###### Vredenburgpassage en Muziekcentrum Vredenburg: voltooiing hoofdcomplex
Aan het oostelijke uiteinde van de winkelas, aan het plein het Vredenburg, werd al eerder, op 24 september 1974, het winkelgebied "Boven Vredenburg" / "Vredenburgpassage" geopend aan de westelijke zijde van het plein. Hier zou onder meer de Peek & Cloppenburg gevestigd worden (rond 2013 is dit deel gesloopt, sinds 2017 bevindt zich hier een van de nieuwe ingangen van Hoog Catharijne).
Aangrenzend aan dit stuk werd op het noordelijke deel van het plein het Vredenburg ten slotte het muziekcentrum Vredenburg gebouwd, een ontwerp van Herman Hertzberger, op 26 januari 1979 werd het door prinses Beatrix geopend. Onder druk van de bevolking werden in het muziekcentrum enkele opgegraven delen van het kasteel Vredenburg verwerkt. 
Met het gereedkomen van het Muziekcentrum was ook een "indoorroute" vanaf de straat Vredenburg (niet ver van het kruispunt met de Lange Viestraat) tot en met de Croeselaan mogelijk via het Beatrixgebouw. De Gildentraverse sloot aan op het Muziekcentrum. Hiermee waren in 1979 alle delen van Hoog Catharije die voor het publiek toegankelijk zouden zijn opgeleverd. Rond 1980 was, met de oplevering van de uitbreiding van het reeds genoemde Laag Katreine, het gehele hoofdcomplex gereedgekomen.

###### Uiteindelijke sloop c.q. behoud c.q. vernieuwing
Anno 2024 bestaan, van deze latere opleveringen, alleen nog de Katreinetoren en Laag Katreine boven de NS-sporen, het in 2020 verbouwde Gildenkwartier, en het rond 2024 verbouwde Godebaldkwartier. Het Muziekcentrum is tussen 2007 en 2014 opgegaan in TivoliVredenburg, waarbij alleen de grote zaal is behouden. Het taxiplatform, het stadsbusstation, de Gildentraverse en het winkelgebied "Boven Vredenburg / Vredenburgpassage" (bij de voormalige P&C) zijn tussen 2010 en 2014 gesloopt.

##### Voltooiing Plan Hoog Catharijne: Smakkelaarsburcht en Daalse Kwint

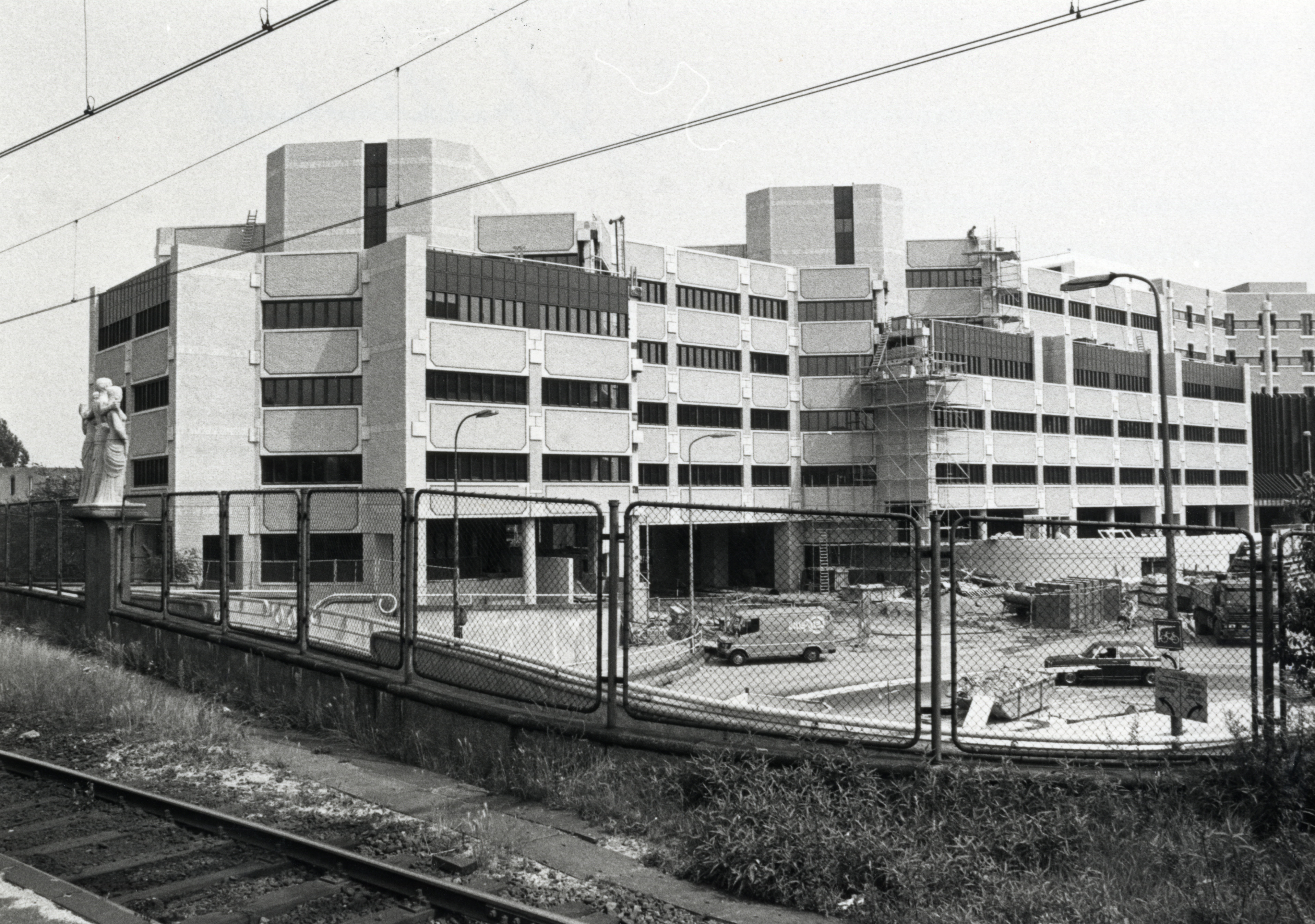
Gezicht op het in aanbouw zijnde kantoorgebouw Smakkelaarsburcht van de N.S.

In 1983 werd ten noorden van het Smakkelaarsveld en aan de straat het Leidseveer aan de spoorzijde het kantorencomplex de Smakkelaarsburcht/Smakkelaarsburgt opgeleverd: een kantoorgebouw van de NS (de architect houdt de alternatieve/fonetische spellingsvariant aan). Aangrenzend, richting de Daalsesingel, werd het kantoor van de FGH Bank opgeleverd. Daar weer aangrenzend, aan de Daalsesingel zelf, werd in 1984 een kantoor van de AMRO-bank opgeleverd. Het was de laatste fase van het Plan Hoog Catharijne, dus binnen de afgesproken rooilijnen waarin Bredero volgens de afspraken met de gemeente mocht ontwikkelen. In 1990 en 1991 werden bij de 1e Daalsebuurt, tegenover de noordelijke achterzijde van de Smakkelaarsburcht, ook aan de spoorzijde, de kantoren van de Daalse Kwint/Daelse Kwint  opgeleverd (de benamingen Daalse Quint of Daelse Quint worden mede door de alternatieve/fonetische spelling niet meer gebruikt). De voorkant van de Daalse Kwint bevindt zich aan de oostelijke uitrit van de Daalsetunnel. Dit wordt, samen 
met een aangrenzend kantoor aan de Daalsesingel 1, dat in 1987 reeds was opgeleverd, beschouwd als een uitbreiding van het Plan Hoog Catharijne, maar de Daalse Kwint is niet door Bredero (af)gebouwd want de bouwonderneming werd in 1987 opgeheven.  De Smakkelaarsburcht en de Daalse Kwint overspannen allebei een voormalige straat dat tot fietspad is omgebouwd: dit sluit aan bij het kruisingsvrije concept van Hoog Catharijne. Maar de Smakkelaarsburcht en de Daalse Kwint en de andere kantoren werden uiteindelijk niet verbonden met de rest van het Hoog Catharijne-complex doordat de geplande traverse over het Smakkelaarsveld verviel, tevens verviel ook de geplande nieuwbouw op het Smakkelaarsveld zelf. Ook zijn met de toenmalige nieuwbouw de oorspronkelijke rooilijnen aangehouden van de bebouwing van de tijd voor Hoog Catharijne. Door dit alles en door de afstand tot de rest van het complex is dit gebied een op zichzelf staand geheel geworden en gebleven.

### Kantoren, appartementen, parkeergarages en voetgangerstunnels
Naast de reeds genoemde kantoren waren er ook kantoren gebouwd in het complex-gedeelte dat zich tussen de Catharijnebaan en de busstations bevond, in dat gedeelte bevonden zich van noord naar zuid het Gildenkwartier, het Radboudkwartier en het Godebaldkwartier. In dit gedeelte waren ook de appartementen gebouwd, zoals de Radboudveste. De appartementencomplexen waren, net zoals de kantoren, over alle drie de kwartieren verdeeld. In dit complex-deel had ook ieder kwartier zijn eigen parkeergarage(s) die zowel voor bewoners als voor winkel- en kantoorbezoekers toegankelijk waren. (Anno 2022 bestaat dit complexgedeelte nog steeds met een nieuwe winkelplint op de begane grond die in fasen wordt opgeleverd.) En naast deze garages, en de reeds genoemde parkeergarage aan het Jaarbeursplein, was er zowel een parkeergarage gebouwd naast het V&D-gebouw als onder het plein het Vredenburg. Op de gesloopte parkeergarage op het Jaarbeursplein na, bestaan de parkeergarages nog steeds. De garage onder het Vredenburg is aangepast. Zie de paragrafen van Nieuw Hoog Catharijne. 
De perrontunnels van het station werden rond 1975 verlengd. De Zuidertunnel, later kreeg het de naam Middentunnel, werd rond 1975 verlengd tot het toen nieuwe stadsbusstation. De Noordertunnel kreeg een iets langere verlenging: het werd in die periode niet alleen verlengd tot het stadsbusstation maar ook tot het Smakkelaarsveld, de uitgang was vlak bij een van de ingangen van het winkelgebied het Gildenkwartier. Dit toen nieuwe stuk Noordertunnel had tot 1991 ook een functie als atoomschuilkelder. De Noordertunnel is in 2019 deels weer ingekort voor CU2030.

### Mirliton Theater

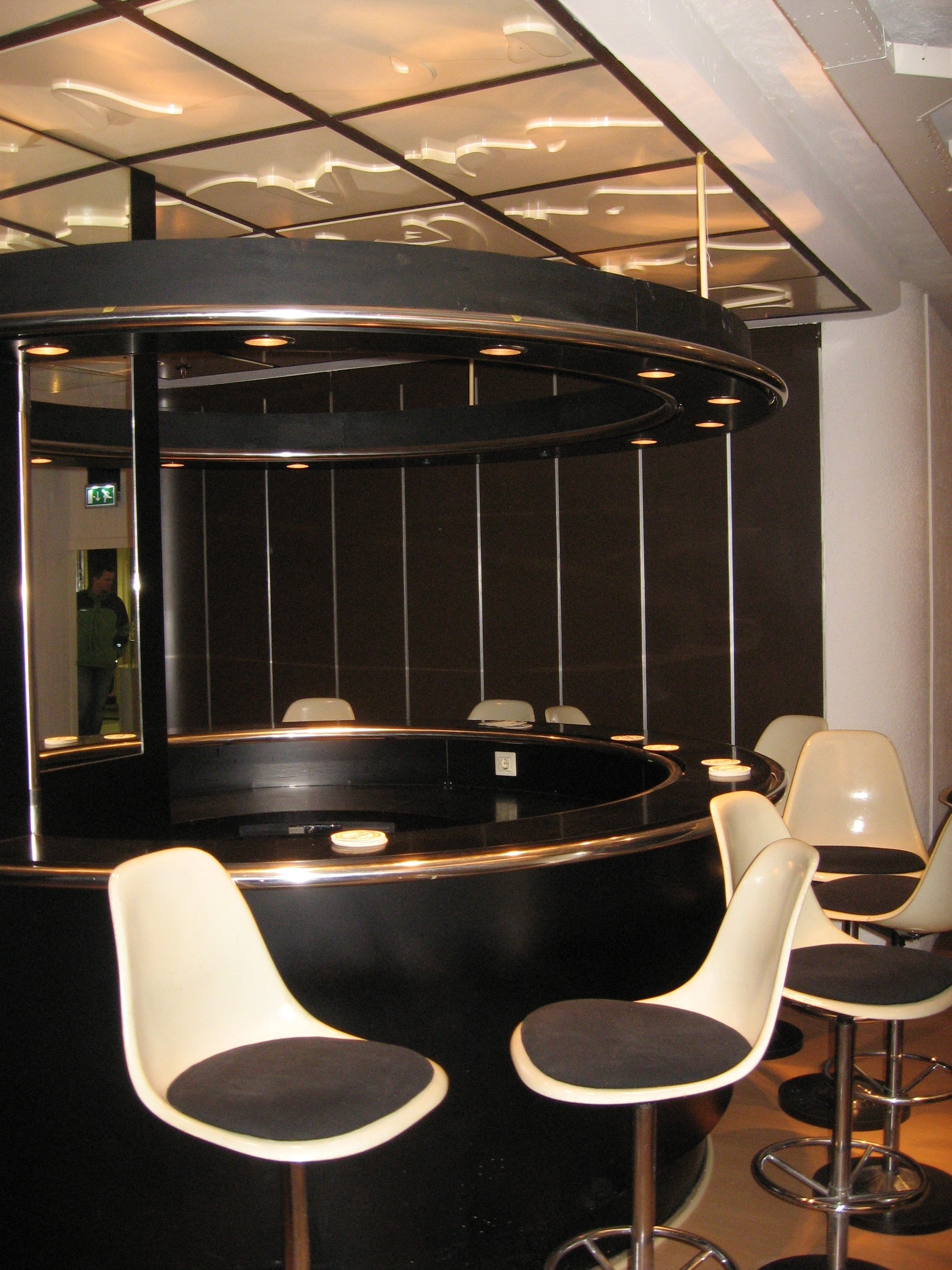
Interieur van het Mirliton Theater

Een andere passage liep tot aan de jaren 1980 op de tweede etage van Clarenburg. Vanaf de passage op de eerste etage was in de jaren 1990 en 2000 nog goed te zien dat er op de tweede etage ook een reeks winkels zat. Wellicht een van de interessantste ontoegankelijke panden in die tijd op deze passage was het Mirliton Theater, helemaal aan het einde, bij de zij-ingang van de toenmalige Vroom & Dreesmann. In de jaren tachtig was dit theater een belangrijke plek om nieuwe cabaretiers en kleinkunst te zien, onder meer Tineke Schouten en Herman Berkien traden hier regelmatig op. Het interieur van het theater bleef tot aan de "Aanpak Stationsgebied" nog volledig in originele staat, met zwart-witte tafels en stoelen, afgezien van het tapijt wat vervangen was. Het theater werd nog gebruikt, maar in 2017 maakte de eigenaar bekend het theater te gaan sluiten.

### Overlast, kritiek, onvoorziene gevolgen en maatregelen
Het verwarmde, overdekte winkelcentrum werd gebruikt door daklozen en drugsverslaafden en veel mensen durfden er na winkelsluiting niet meer te komen. Hiervoor werd overigens al in de planfase gewaarschuwd. Hoog Catharijne heeft in de loop der jaren meer kritiek gekregen, onder meer vanwege de typische jaren-zeventigbouw, waarvan wordt gezegd dat het de ‘menselijke maat’ mist. Ook de onduidelijk ervaren bewegwijzering vanaf het Centraal Station zorgde voor kritiek, juist omdat winkels en andere voorzieningen erg naar binnen gericht waren. Tussen de gemeente en de projectontwikkelaar was afgesproken dat de winkelpassage de belangrijkste route zou zijn tussen het station en de binnenstad. Oorspronkelijk waren er meer winkels op straatniveau, maar de hoofdlooproute kwam hier niet langs. Dit alles resulteerde in een gebied rondom Hoog Catharijne, dat door velen als onprettig en onveilig werd ervaren. Ook werd het door steeds meer mensen in Utrecht betreurd dat het water uit de Catharijnesingel was verdwenen, en dat het vervangen was door een autoweg, en dat daarmee de singelstructuur in Utrecht was doorbroken. Dit waren de belangrijkste overwegingen voor het stadsbestuur om al vanaf de jaren 1980 en de jaren 1990 in te zetten op vernieuwing van het stationsgebied, inclusief Hoog Catharijne. Om de problematiek te bestrijden zijn er kortetermijnmaatregelen in de jaren 1980 en de jaren 1990 uitgevoerd. Grote delen van het winkelcentrum werden bijvoorbeeld enige tijd na de bouw zo veranderd, dat ze 's nachts of permanent konden worden afgesloten voor publiek. Dit gold vooral voor de tweede etage waar toentertijd veel ruimere toegang was tot de kantoren, tot de bioscoop, tot een theater en tot horecagelegenheid Hoog Brabant. Ook de meeste distributiestraten op straatniveau werden met grote beweegbare hekken afgesloten in de loop van de jaren 1980 en jaren 1990. Eind jaren '80 werd de stationshal in het Hoog Catharijne-complex uitgebreid en werd daarmee bijna drie keer zo groot (en kreeg veel meer lichtinval). De zwarte rubberen vloeren in het bestaande stuk stationshal uit 1973 en in de Jaarbeurstraverse werden vervangen door een tegelvloer met een lichtere kleur. Door die nieuwe hal uit 1989 (met het blauwe bord), werd ook de 'knik' uit de route verwijderd tussen de oudere stationshal en het Jaarbeursplein waarmee het voor het publiek in het Hoog Catharijne-complex voortaan makkelijker was om de weg te vinden. In de jaren 1990 zou het winkelcentrum zelf (ook) een grote facelift krijgen, zie de volgende paragraaf. Later zou vanaf 2007 een totale herstructurering van het stationsgebied volgen, waarbij het winkelcentrum in de jaren 2010 een transformatie zou ondergaan.
In de loop van de jaren 1990 gingen de ergste problemen zich steeds meer concentreren bij de Stationsdwarsstraat, in de volksmond beter bekend als de "junkentunnel", die op straatniveau parallel liep aan de Catharijnesingel en waar de belevering van veel winkels plaatsvond. Zwervers, daklozen en verslaafden werden (overdag) steeds minder getolereerd in het winkelcentrum, mochten niet meer langdurig verblijven in de binnenruimten van het complex, alleen nog maar in de (overdekte) buitenruimten. En omdat deze 'straat' in tegenstelling tot andere distributiestraten nog niet was afgesloten, op een beschutte plek lag waar bovendien weinig publiek kwam, werd er juist daar veel gestolen en gedeald. Rond de eeuwwisseling werd er steeds strenger gecontroleerd en in september 2001 is ook deze complete straat afgesloten door middel van het plaatsen van een aantal hekken. De gemeente Utrecht en het Leger des Heils boden toen gelijktijdig met het openen van een reeks hostels elders in de stad een alternatief voor de verslaafden.
In 2025 werd bij de tunnel het kunstwerk Het Vergeten Bestaan geplaatst, ter herinnering aan deze periode.

### Eerste verbouwing en revitalisatie

#### Godebaldkwartier

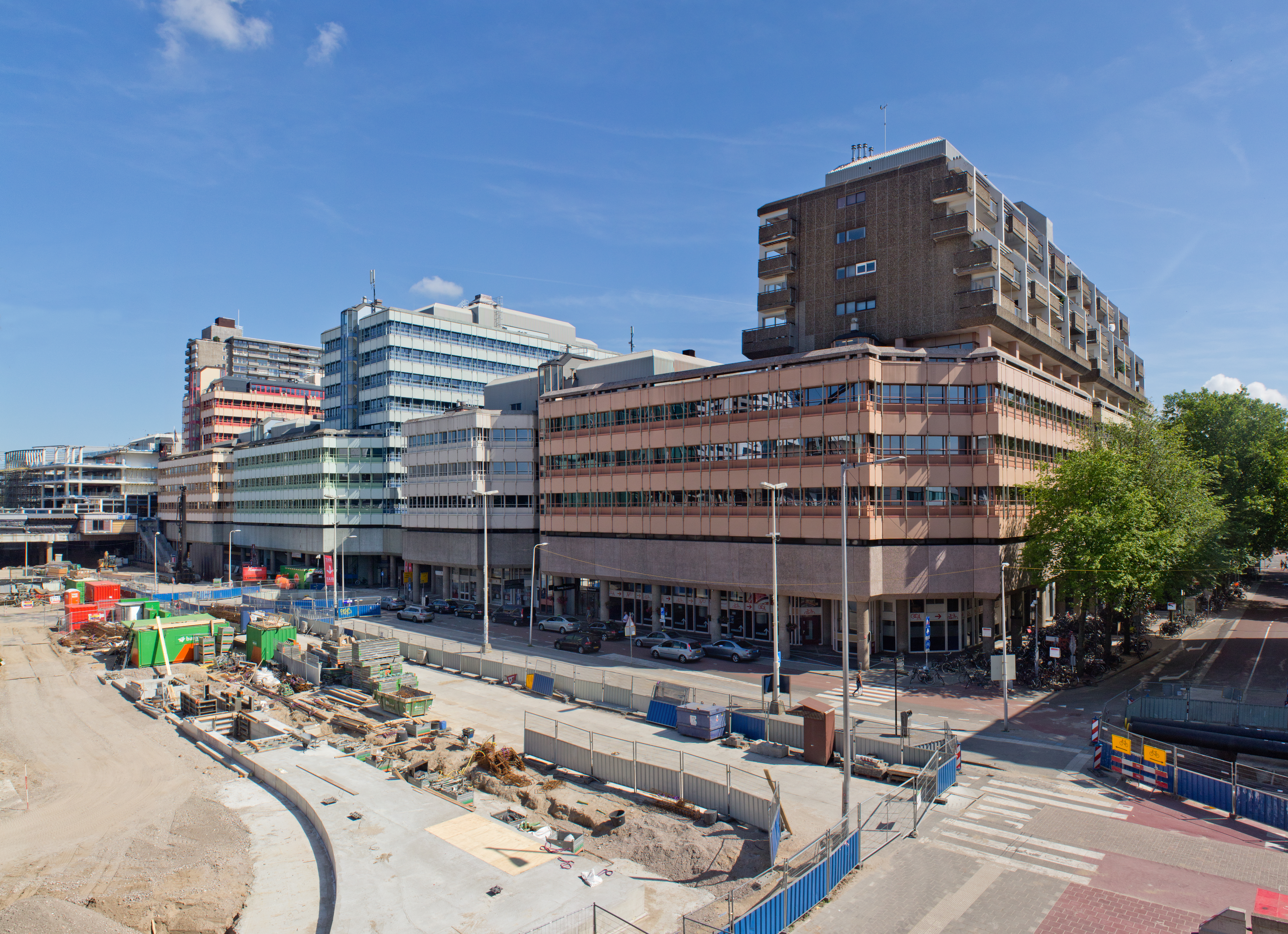
Overzicht van de buitenzijde van het Godebaldkwartier met de afwisselende kleurstelling die het vanaf 1997 kreeg. De foto is in 2017 genomen vanaf de in 2016 geopende Moreelsebrug.

De architectuur van het winkelcentrum werd destijds als ‘tijdloos’ beschouwd. Dat bleek niet terecht te zijn: al snel oogde het complex verouderd en bleek een algehele renovatie noodzakelijk. In de loop der tijd zijn ook meerdere delen van het winkelcentrum afgesloten die eerder wel toegankelijk waren voor het winkelend publiek, omdat de omzet in die delen minder was of vanwege andere redenen. Zo liep er in het Godebaldkwartier parallel aan de hoofdroute in dat kwartier een gang waar een dagmarkt werd gehouden. Deze gang werd na enkele jaren alleen nog gebruikt voor opslag. Het Godebaldkwartier kreeg met de komst van de Albert Heijn een impuls: nadat de Simon de Wit-supermarkt in 1982 een Albert Heijn werd vestigden steeds meer bekende ketens zich in dat gedeelte van het winkelcentrum (met de vestiging van de HEMA in 1991 als voorlopig einde van deze ontwikkeling). Vanaf 4 augustus 1980 was er ook een postkantoor in dat gedeelte van het winkelcentrum dat in een tijd zonder internet en zonder geld- en betaalautomaten een belangrijke publieke functie vervulde. In november 1990 onderging het Albert-Heijn-filiaal een vernieuwing, en ongeveer een jaar later, rond het begin van 1992, had het gehele Godebaldkwartier als eerste winkelgebied in Hoog Catharijne een verbouwing en facelift ondergaan, waarbij middels volledig nieuwe dak-beglazing de lichtinval zo groot mogelijk was gemaakt. Het kwartier had toen nieuwe betegeling gekregen, de tegels voor het buitengebruik uit 1975 waren toen vervangen door tegels zoals in de rest van het winkelcentrum. Ook de entree aan de buitenzijde van het complex was toen volledig vernieuwd. 
Later, rond 1997 kregen de kantoorpanelen aan de buitenzijde van het Godebaldkwartier per kantoordeel nieuwe bonte kleuren, of pastelkleuren, waardoor er tegenover het streekbusstation daar, meer visuele variatie ontstond (zie bovenstaande afbeelding). Daarvoor had dat hele deel een effen bruine kleur.

#### De andere delen van Hoog Catharijne

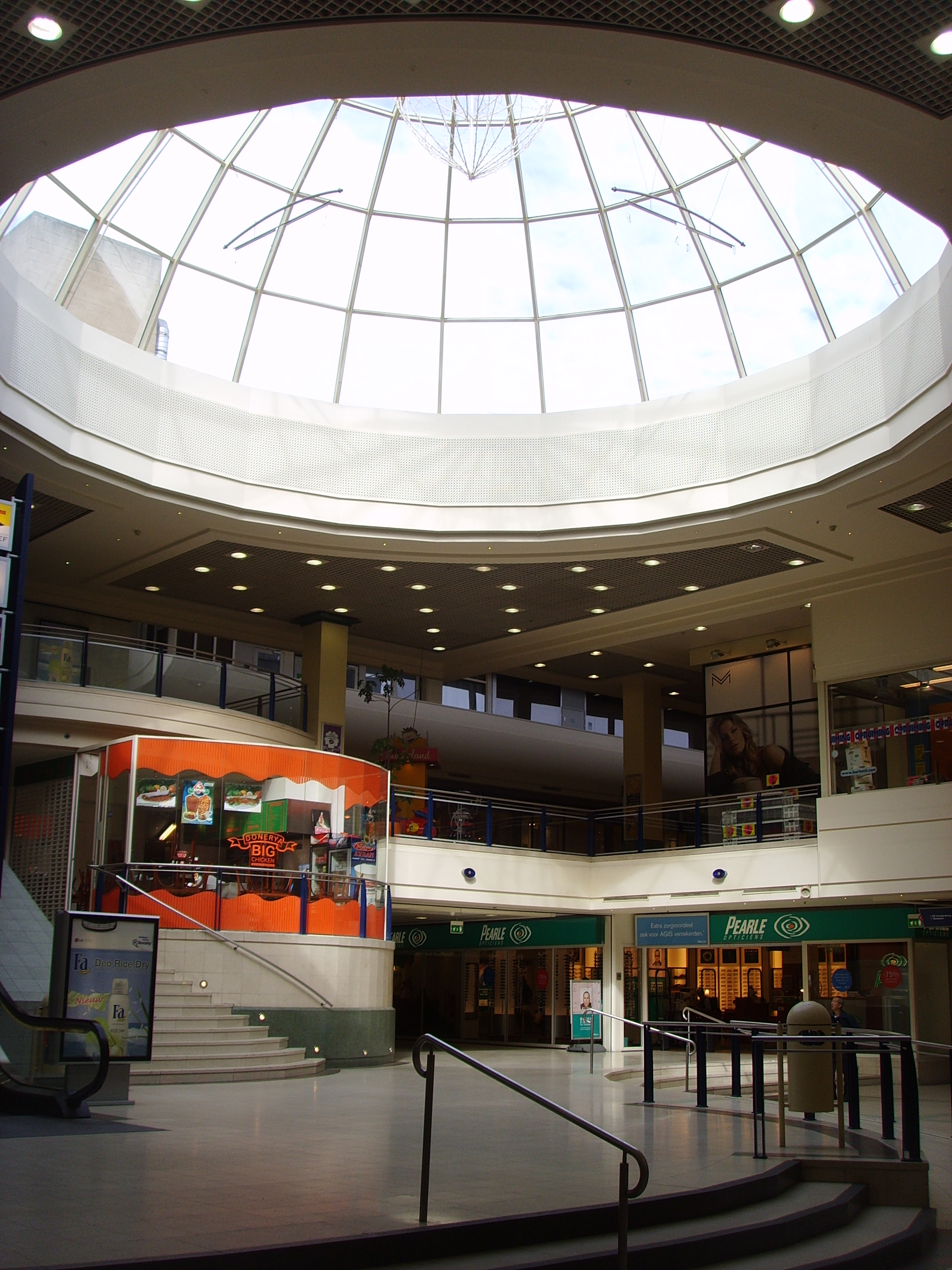
Voormalige hal (Clarentuin) van Hoog Catharijne met de lichtkoepel uit 1995/1996, in 2015 gesloopt, op deze plaats is in 2017 het entreegebouw geopend

Rond het begin van 1996 had het gehele winkelcentrum een grote facelift gekregen, in een vergelijkbare stijl als het Godebaldkwartier. In de Clarentuin was toen een grote lichtkoepel geplaatst en het witte marmer daar werd vervangen, door het verwijderen van de zitgelegenheden om meer ruimte te bieden richting de roltrappen verminderden de verblijfs- en horecafuncties van die hal. Ook in het Radboudkwartier is toen een grote lichtkoepel geplaatst. In de Clarentuin, de Radboudtraverse en de stationstraverse werden looppaden veel breder gemaakt, onder andere door het verplaatsen of verwijderen van trappen. De ingangen van Hoog Catharijne werden meer herkenbaar (zie afbeelding) en meer transparant gemaakt zoals de ingangen aan het Jaarbeursplein en het Moreelsepark. Ook de plafonds werden vervangen waarbij de typische onder meer bruine kleurstelling uit de jaren 1970 plaats maakte voor een pastelachtige kleurstelling die in de jaren 1990 vaker werd toegepast (voor Hoog Catharijne: crème/lichtbeige). Die stijl is gehandhaafd gebleven tot de grote verbouwing in het kader van CU2030.
In 2003 vestigde de MediaMarkt zich in Hoog Catharijne: een aanzienlijk deel van het toenmalige Gildenkwartier werd hiervoor gebruikt, inclusief een Hoog Catharijne-looproute richting de Gildentraverse, later ook de MediaMarkt-traverse genoemd. De komst van de MediaMarkt betekende dat het Gildenkwartier een grote impuls kreeg na een periode van leegstand.

### Utrecht City Project, uitbreiding amusement in het Jaarbeurs-gebied
Vanaf medio jaren 1980 werden door de gemeente en andere betrokken partijen zoals de Nederlandse Spoorwegen, de Jaarbeurs en de eigenaar van het winkelcentrum Hoog Catharijne, uitgebreid onderzoek gedaan naar de problematiek rond Hoog Catharijne en naar langetermijnoplossingen waarbij er tot de conclusie werd gekomen dat rigoureuze ingrepen in het stationsgebied noodzakelijk waren, dit stedebouwkundige project in de planvormingsfase heette het Utrecht City Project. Los hiervan begon de Jaarbeurs zich in de jaren 1990 ook te richten op amusement, waarbij de Prins van Oranjehal die in 1994 werd geopend bij de overige hallen van de Jaarbeurs, geen tussenkolommen had en daarmee tevens geschikt was voor muziekevenementen. (Deze hal is in 2024 weer gesloopt.) In 1999 werd ook het Beatrixtheater  in het Beatrixgebouw aan het Jaarbeursplein geopend. Op 30 september 2000 werd ook een tijdelijk casino geopend aan de achterzijde van de Jaarbeurs. (In september 2021 gesloten en verhuisd.) De Jaarbeurs wilde ook het aantal winkels uitbreiden bij het Jaarbeursplein, maar kon hiermee toentertijd niet tot overeenstemming komen met de eigenaar van Hoog Catharijne. De stroeve samenwerking was een van de redenen waarom het Utrecht City Project in de planningsfase zou stranden. Na het stranden van het Utrecht City Project kwamen de gemeente en de andere lokale partners in 2005/2006 tot het plan "Aanpak Stationsgebied", later bekend onder de naam CU2030.

## Nieuw Hoog Catharijne

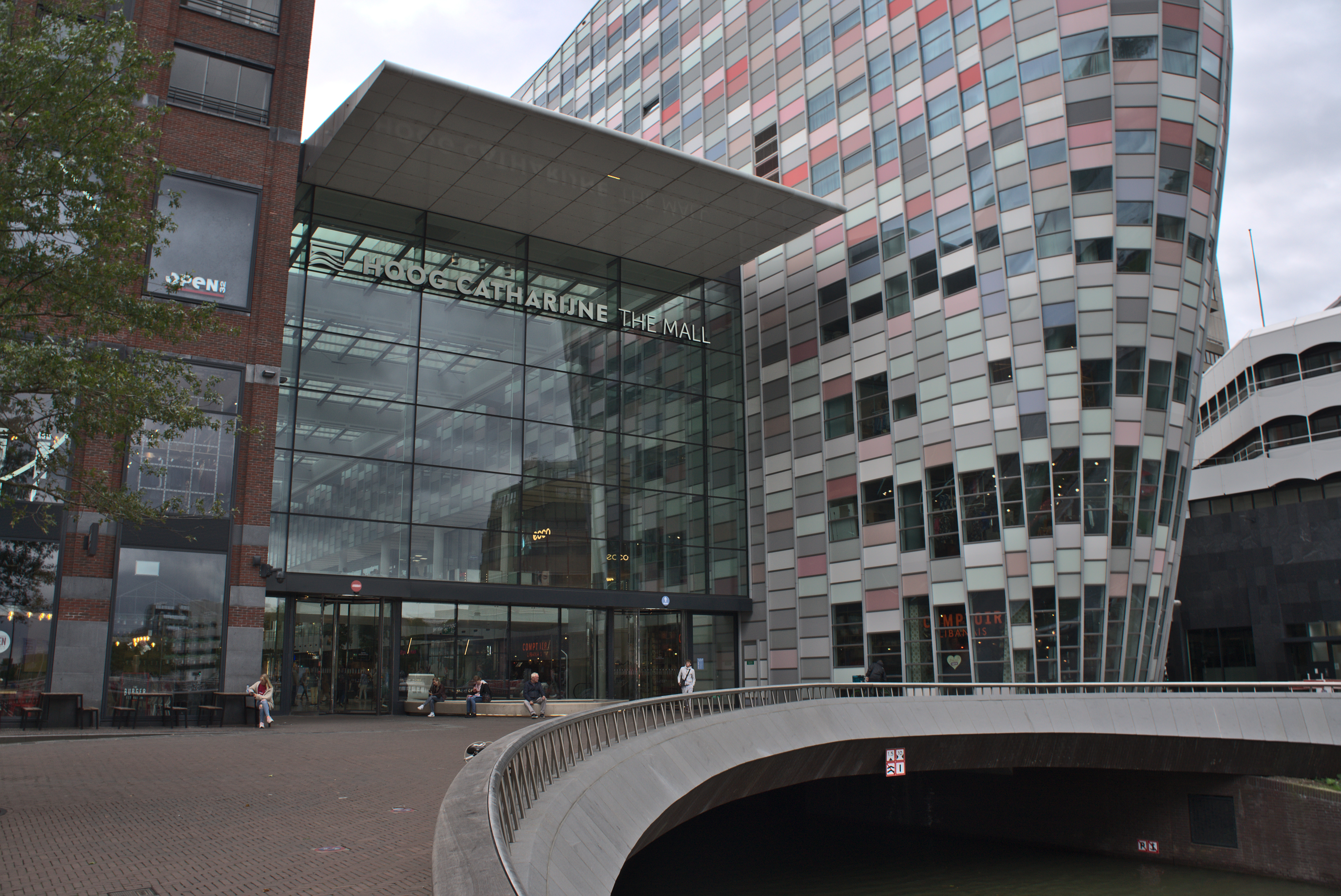
Noordelijke entree aan de Catharijnesingel met v.l.n.r. het (rode) Entreegebouw, de (glazen) Stadskamer en het Poortgebouw

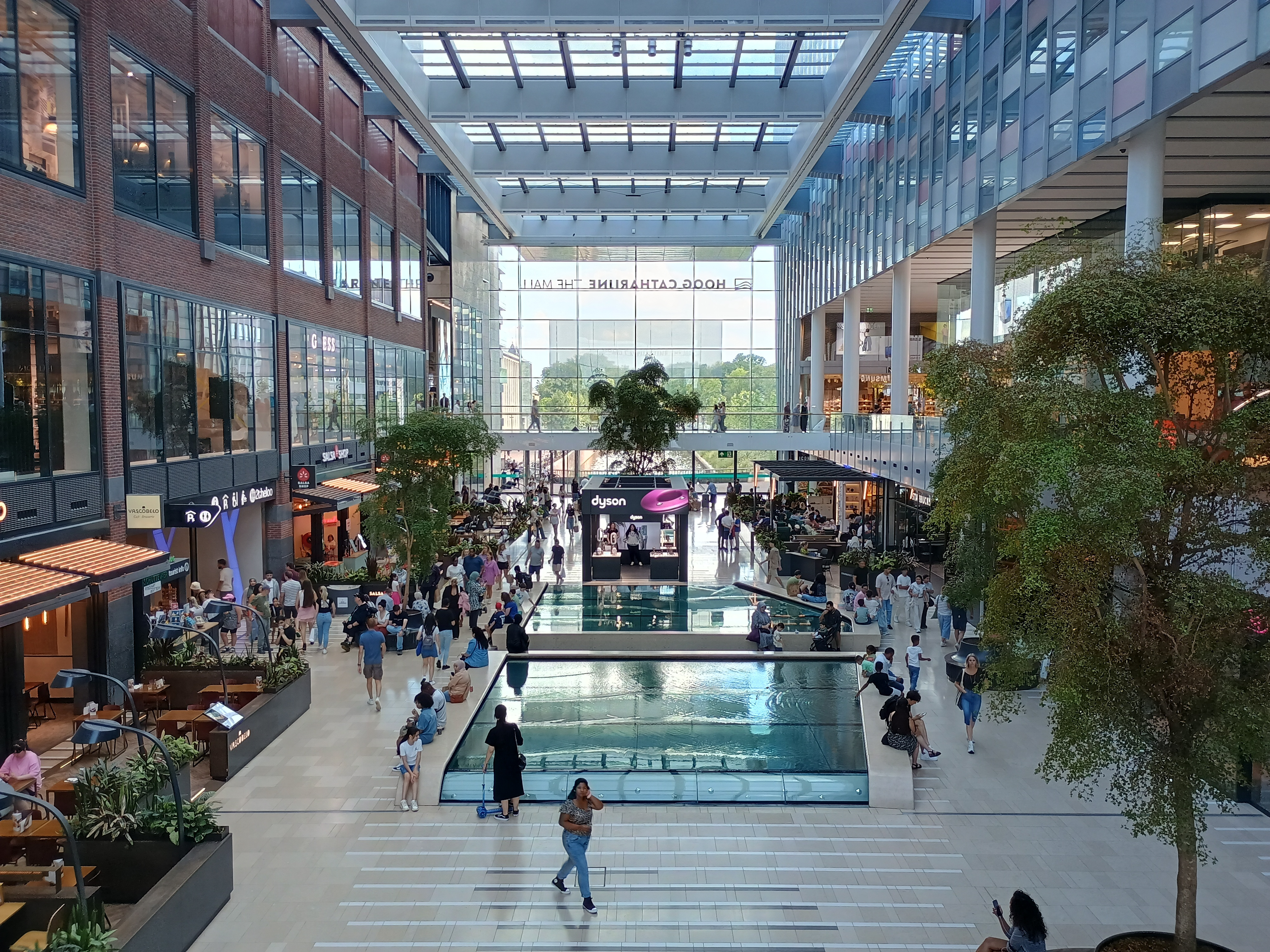
De Stadskamer in Hoog Catharijne, de hal met doorkijk-mogelijkheden op de er onder lopende Catharijnesingel

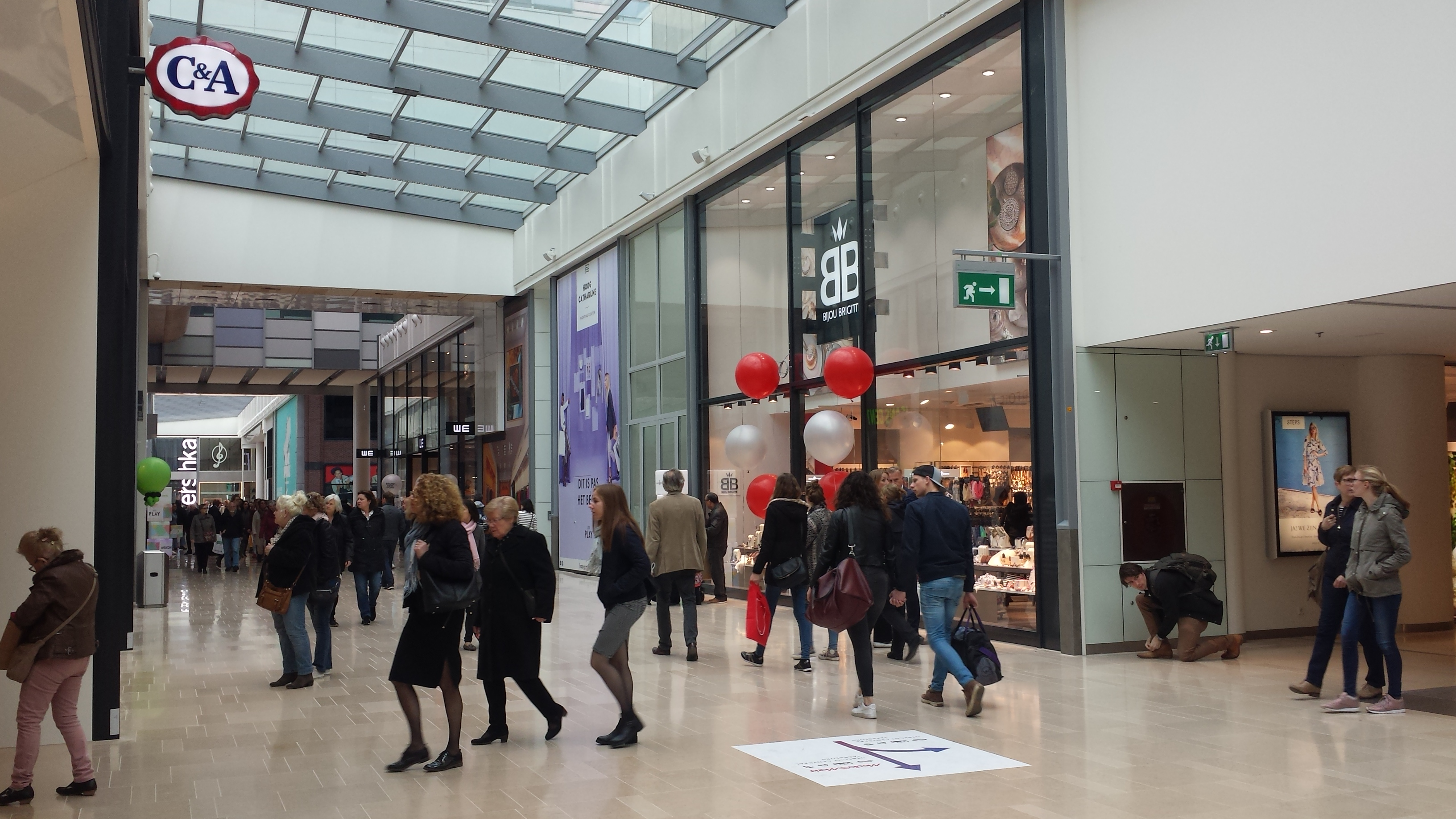
Een nieuwe winkelstraat in Hoog Catharijne (de Noordpassage / Vredenburgpassage boven)

### CU2030
Het complex omvatte tot en met 2006, naast Hoog Catharijne zelf en de V&D, het station, het Muziekcentrum Vredenburg, een sporthal en het Beatrixgebouw: het congresgebouw van de Jaarbeurs. Maar in verband met de "Aanpak Stationsgebied" (CU2030) was in dat jaar besloten om het grotere en verouderde complex te splitsen en te vernieuwen met meer overzichtelijke gebouwen die qua functie beter herkenbaar zijn. Op het V&D-gebouw en de gesloopte sporthal na zijn de genoemde gebouwen tussen juni 2007 en februari 2018 fysiek van elkaar losgekoppeld door bijvoorbeeld het nieuwe Stationsplein of door nieuwe wandelpromenades of wandelstegen. Daarbij is het station totaal vernieuwd en omgebouwd tot OV-terminal, het muziekcentrum is vernieuwd naar, en uitgebreid tot, (muziekpaleis) TivoliVredenburg en de Catharijne-bioscoop is als Kinepolis-bioscoop verhuisd vanuit het winkelcentrum naar het hallencomplex van de Jaarbeurs.

### Herontwikkeling winkelcentrum
Hoog Catharijne zelf heeft ook een transitie ondergaan: het winkelgebied ten westen van het station (de Jaarbeurszijde) en de traverse tussen het station en Hoog Catharijne, zijn uit handen gegeven aan de gemeente c.q. de NS, en daarvoor in de plaats heeft Klépierre aan de binnenstadszijde, vanuit het station gezien, drie nieuwe gebouwen mogen ontwikkelen, te weten het Paviljoen aan het Stationsplein, het Poortgebouw en De Vredenburg tussen het gelijknamige plein en de gelijknamige straat. Officieel startte Hoog Catharijne, als eerste partner, haar deel van de verbouwing van het stationsgebied met de aanvang van de bouw van de "De Vredenburg" op 1 december 2009 met een groots opgezette choreografische voorstelling van verleden en toekomst van Hoog Catharijne. De gemeente Utrecht was in 2007 al begonnen met voorbereidende werkzaamheden bij het gesloten Muziekcentrum.
Een belangrijk doel bij de transitie van Hoog Catharijne was de creatie van een tweede winkelas tussen het station en het Vredenburg aangezien de vroegere route te druk was geworden. Andere doelen waren om het winkelcentrum ruimer en overzichtelijker te maken, en om de oriëntatiemogelijkheden naar buiten toe te vergroten, en daarmee ook de lichtinval. De bestaande bebouwing van het winkelcentrum is daarom volledig vernieuwd: door middel van (sloop en) nieuwbouw, of door grondig te verbouwen waarbij het winkelstratenpatroon in het grootste deel van het winkelcentrum rechtlijnig is gemaakt. De winkelunits zijn gemiddeld groter geworden, ook zijn er meer units bijgekomen met een extra etage. Op 5 april 2017 is het eerste volledig opnieuw gebouwde deel geopend. In 2019 zijn de Hudson's Bay (21 maart 2019) en de Primark (8 mei 2019) geopend  in het voormalige V&D-gebouw dat in 2018 gerenoveerd en gerestyled is. Dat gebouw is fysiek een onderdeel van het winkelcomplex, maar is niet in eigendom van Klépierre. Door het faillissement van de Hudson's Bay Nederland in 2019 is ook het filiaal in Utrecht dat jaar weer gesloten. Het grootste deel van het winkelcentrum is, sinds het gereedkomen van het Gildenkwartier in de zomer van 2020, herontwikkeld. In de periode 2024-2025 is als laatste deelproject nog een groot deel van het Godebaldkwartier verbouwd, het zuidelijk deel, zowel de binnenzijde als de buitenzijde.

### Winkelroutes: noordpassage, zuidpassage en zijtakken
De twee hoofdroutes binnen het complex lopen op een verhoogd niveau tussen het Stationsplein en het Vredenburg. Bij de centrale ingang aan het Stationsplein splitst de loopstroom vanuit het station zich in twee vrijwel rechte routes en deze komen op twee nabijgelegen maar verschillende plekken op het Vredenburg uit. Het gaat om de Noordpassage / Vredenburgpassage die in gebruik is sinds 5 april 2017, en om de Zuidpassage / Catharijnepassage die op 9 november 2018 volledig in gebruik is genomen. De Noordpassage heeft een zijtak naar het Gildenkwartier met onder andere een MediaMarkt. De Zuidpassage heeft twee zijtakken: het Godebaldkwartier met onder andere een Albert Heijn, en de kortere zijtak Boven Clarenburg: het gedeelte dat zich bevindt tussen de zijkant van het voormalige Hudson's Bay en de binnenstad.
De Stadskamer, een horecaplein boven de Catharijnesingel, en de zogenaamde Stijlkamer die vlak bij het Vredenburg zit, liggen tussen deze twee passages in. Tussen de Catharijnesingel en het Vredenburg hebben de Vredenburg- en de Catharijnepassage, net zoals de Stadskamer en de Stijlkamer, ook winkels op de begane grond. En aan het stationsplein, en aan het Vredenburg en aan de straat 'Achter Clarenburg' heeft Hoog Catharijne ook winkels aan de buitenzijde van het hoofdcomplex.
Het grootste deel van het winkelcentrum wordt 's nachts afgesloten. De Stadskamer en het gedeelte van de Vredenburgpassage tussen de Catharijnesingel en het Stationsplein zijn 24 uur per dag open zodat reizigers buiten de winkelopeningstijden niet om hoeven te lopen.

### Gebouwindeling hoofdcomplex

#### Entreegebouw
Tussen het Vredenburg en de Catharijnesingel heeft (sloop en) volledige nieuwbouw plaatsgevonden met de bouw van het Entreegebouw aan het Vredenburg met een ondergrondse vijflaagse parkeergarage (een restant van de oude tweelaagse parkeergarage onder het plein het Vredenburg sluit aan op deze nieuwe parkeergarage). Het gebouw heeft op de hogere verdiepingen ook appartementen. 

#### Stadskamer
Meteen ten westen van het Entreegebouw bevindt zich de nieuw ontwikkelde Stadskamer: een grote hal boven het water van de Catharijnesingel met horeca waar met zeer grote raampartijen en met doorzichtige waterornamenten visueel aansluiting is gezocht met de herstelde Catharijnesingel. Sinds 12 september 2020 stroomt er onder Hoog Catharijne weer water door de Catharijnesingel, zodat er rondvaartboten en andere kleinere boten onder de Stadskamer door kunnen varen. Onder de Stadskamer is in de singel een stuk oude kasteelmuur in het water geplaatst. 

#### Poortgebouw
Aan de oostelijke zijde van de Stadskamer zit het Poortgebouw dat direct aan de Catharijnesingel ligt en waar in juni 2019 het hotel Hampton by Hilton is opengegaan en waar in 2020 het Crowne Plaza hotel open is gegaan. Onder het Poortgebouw is er in 2017 een aanlegsteiger gebouwd die sinds 2023 als vaste opstapplaats wordt gebruikt voor publieke rondvaartboten. Het Poortgebouw is in 2017 verkocht aan een belegger.

#### Bruggebouw
Het Poortgebouw is (richting het westen) vervolgens weer met het zogenaamde Bruggebouw verbonden: een brede, tweedelige, overbrugging van drie verdiepingen over de openbare weg tussen het Poortgebouw en het gedeelte van het Hoog Catharijne-complex dat ligt tussen de Catharijnesingel en het Stationsplein.

#### Bestaande bebouwing
Dit gedeelte van het complex wordt verder omsloten door het Smakkelaarsveld aan de noordelijke zijde en het Moreelsepark aan de zuidelijke zijde. Dit gedeelte van Hoog Catharijne is niet gesloopt maar vernieuwd door de winkelstraten recht te trekken, door hogere plafonds en winkelpuien te construeren en door, waar mogelijk, lichtstraten te creëren. De buitenkant van dit gedeelte van het complex krijgt een nieuwe plint. Binnenin dit deel van het complex bevindt het Gildenkwartier zich aan de noordelijke zijde, het Godebaldkwartier aan de zuidelijke zijde en de Vredenburg- en de Catharijnepassage lopen haaks door het centrale deel.

#### Voorzetgebouw
Vanuit het Vredenburg bezien is aan het einde van de route, aan het nieuwe Stationsplein, en tegen de hiervoor beschreven bestaande bebouwing van Hoog Catharijne, het Voorzetgebouw gebouwd zodat het mogelijk was om daar de nieuwe en ruimere hoofdingang te maken (zie de hoofdfoto in het rechterkader bovenaan).

#### Eerdere sloop voor de complexdelen-scheiding en herontwikkeling

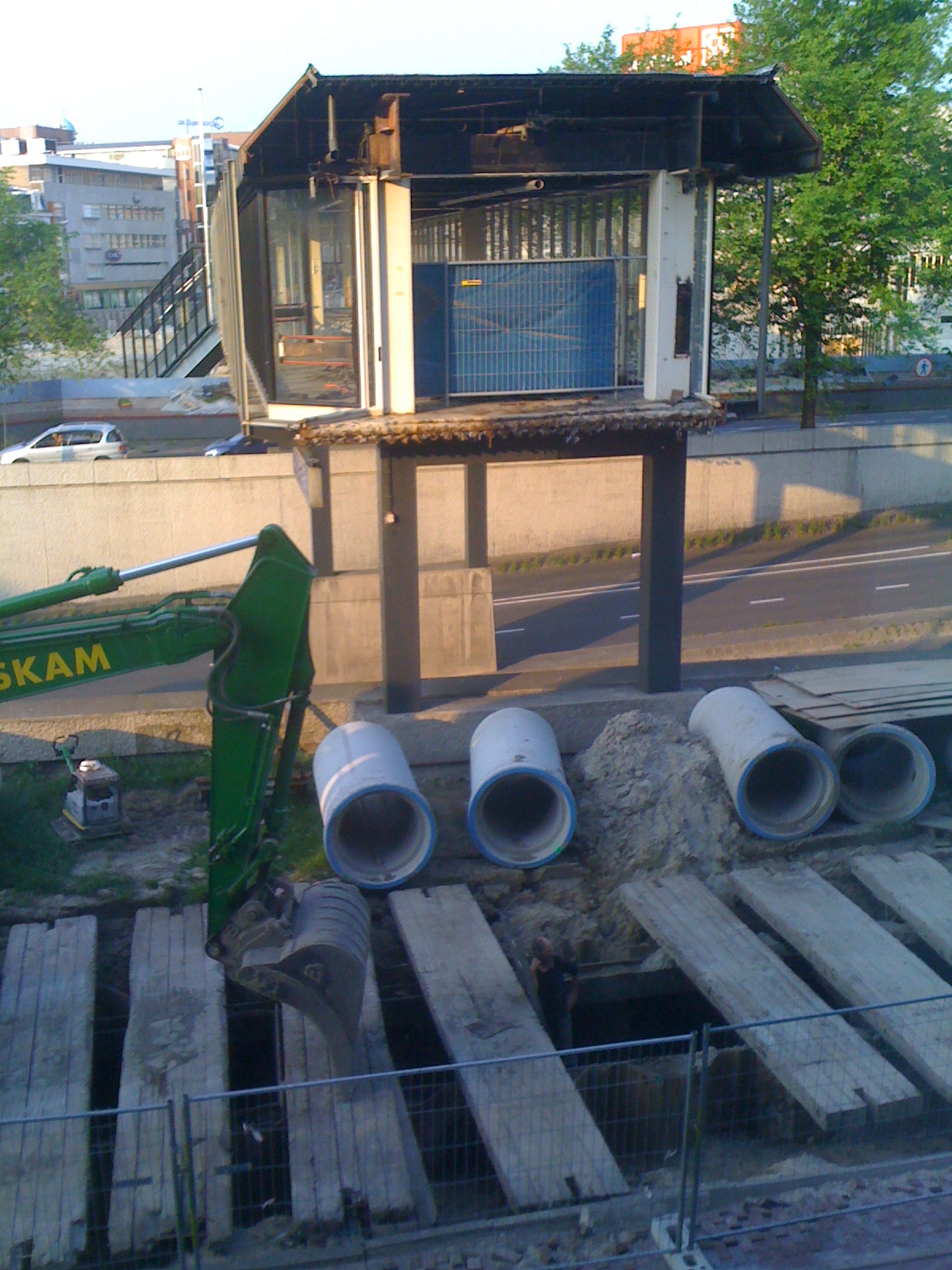
Sloop van de Gildentraverse in juli 2009

De oude overdekte ingang, de stationstraverse, met als bijnaam de 'Patatstraat', is in de loop van 2018 afgebroken om plaats te maken voor het nieuwe stationsplein waarvan het eerste deel al eerder, op 14 februari dat jaar, geopend werd. Na die dag verviel de indoorverbinding tussen het winkelcentrum en het station. En na de sloop waren de twee complexen niet meer een geheel. Het Muziekcentrum was vanaf 18 juni 2007 vanwege de herontwikkeling al gesloten en niet meer toegankelijk, maar in 2013 werd het Hoog Catharijne-deel naast het Muziekcentrum gesloopt rondom de in 2012 gesloten Peek & Cloppenburg, en daarmee werd toen ook fysiek de verbinding met het complex definitief verbroken. Want de Gildentraverse/Mediamarkttraverse tussen het Muziekcentrum en het winkelgebied het Gildenkwartier was in 2010 al gesloopt. 
In de tussentijd werden in 2011 de sporthal Catharijne en het onderliggende winkelgebied de Catharijnehof gesloopt: er was daarna geen indoorverbinding meer tussen het toenmalige hoofdcomplex en het Beatrixgebouw van de Jaarbeurs. Met de sloop van de Jaarbeurstraverse vanaf 2013 was er helemaal geen winkelgebied van Hoog Catharijne meer in het stationsgebied ten westen van het spoor.
Aan de andere kant van het station, aan de binnenstadszijde, werd in 2013 het stationsplateau/taxiplatform ook gesloopt en het stadsbusstation en het streekbusstation werden verplaatst en ondergebracht in het nieuwe station dat is uitgebreid tot OV-terminal: zie Geschiedenis van station Utrecht Centraal. Andere gedeelten van Hoog Catharijne, inclusief de Radboudtraverse en het Secretariaatsgebouw, zijn gesloopt om het winkelcentrum op die plekken opnieuw op te kunnen bouwen. 
Het Gildenkwartier, het Godebaldkwartier en het zuidelijke gedeelte van Boven Clarenburg, dat is het gedeelte van Hoog Catharijne tussen de voormalige Hudson's Bay en de straat Clarenburg in de binnenstad, zijn niet gesloopt maar inwendig vernieuwd. Het lichtkunstwerk daar uit 1973 aan de buitenzijde van Hoog Catharijne is behouden gebleven. De rest van het winkelgebied Clarenburg heeft middels sloop en nieuwbouw plaatsgemaakt voor (de zuidelijke helft van) de Stijlkamer. Het winkelgebied van het Radboudkwartier is niet meer als zodanig te herkennen: dat gebied bevond zich voor de verbouwing tussen het huidige Stationsplein en het huidige Entreegebouw.

### Gebouwindeling buiten het hoofdcomplex

#### De Vredenburg
Sinds de vernieuwing (CU2030) maken ook De Vredenburg aan het gelijknamige plein en het Paviljoen aan het Stationsplein, zonder verbonden te zijn aan het hoofdcomplex, onderdeel uit van Hoog Catharijne. De Vredenburg is een in 2012 in gebruik genomen gebouw met winkels op de begane grond en de eerste verdieping, een openbare fietsenstalling in de kelderverdieping en woningen op de overige vier verdiepingen. 

#### Het Paviljoen
Het Paviljoen is in februari 2018 in gebruik genomen met winkelruimten aan het stationsplein en op de eerste verdieping, het gebouw heeft ook een klein dakterras. In het Paviljoen bevinden zich diverse lokale en (inter)nationale horeca-ketens. Het gebouw staat boven de kopsporen 1 t/m 3 (aan het eerste en tweede perron) van Utrecht Centraal, maar dat is alleen aan de achterzijde van het gebouw te zien. Het gebouw zit vast aan het zogenaamde Noordgebouw dat door de gemeente Utrecht is ontwikkeld en in 2018 gedeeltelijk in gebruik is genomen.

## Visies op de toekomst
- In 2002 werd een raadplegend referendum gehouden waarin de bevolking van Utrecht de keuze had uit twee visies met betrekking tot de grootschalige vernieuwing van het stationsgebied. Hoog Catharijne wil met de huidige vernieuwingen ook doelgroepen uit hogere inkomensgroepen aantrekken via winkel- en horecaformules die voor hen aantrekkelijk zijn.

- Het gedeelte van het complex dat zich tussen het station, de Catharijnesingel, het Smakkelaarsveld en het Moreelsepark bevindt, krijgt aan de buitenzijde op de begane grond een volledig nieuwe plint. Dit gedeelte is nu half overdekt en maakt, onder meer door de vele verkeerd gestalde fietsen, een rommelige indruk. Aan deze lange buitenrand met de nieuwe vooruitgeschoven plint komen waar mogelijk winkels zodat ook de buitenkant van het complex een meer levendige uitstraling zal krijgen.

- Hoog Catharijne onderscheidde zich van andere winkelcentra doordat het, ook voor het winkelend publiek, een multifunctioneel complex was, met niet alleen winkels maar ook een bioscoop, een sporthal, een muziekcentrum en een kapel. Bovendien was het complex verbonden met het station en een congresgebouw. Het 'overdekte stad'- of 'stad in een stad'-concept lijkt met de sloop van de sporthal, het vertrek van de Catharijne-bioscoop, de loskoppeling van het station en de loskoppeling van het Beatrixgebouw niet meer leidend te zijn, er is met CU2030 nadrukkelijk gekozen voor herkenbaarheid van de afzonderlijke gebouwen. In het nieuwe Hoog Catharijne is wel het Poortgebouw gebouwd waar in 2019 en 2020 twee hotels zijn geopend. De Stadskamer in het nieuwe Hoog Catharijne is bedoeld als ontmoetingsplek en is (net zoals de Stijlkamer) geschikt voor evenementen als modeshows. Dit maakte onderdeel uit van de strategie van de voormalige eigenaar Corio (overgenomen door Klépierre) om topwinkellocaties verder te ontwikkelen tot waarbij consumenten door middel van FMP's (favourite meeting places) vooral naar winkelcentra gaan om iets te beleven. Consumenten zijn immers sinds de mogelijkheid om via het internet te winkelen niet meer gedwongen om voor hun aankopen naar een winkelcentrum te gaan. In de tweedeling die zich aftekent tussen traditionele winkelcentra met groeiende leegstand (Traditional Retail Centres, TRC) en de zogenaamde ‘Favourite Meeting Places’, wil(de) Corio Hoog Catharijne ontwikkelen tot een winkelcentrum van de laatste categorie.[24]

## Trivia
- Er bevinden zich resten van het kasteel Vredenburg op de volgende plekken: in de parkeergarage P5 onder het entreegebouw, in de Catharijnesingel onder de Stadskamer van Hoog Catharijne en bij de ingang van de fietsenstalling onder het gebouw de Vredenburg.
- Op 11 oktober 2012 is het eerste stuk Nieuw Hoog Catharijne in gebruik genomen. Het betrof een stuk van de huidige Noordpassage / "Vredenburgpassage boven", ter hoogte van de huidige (2022) C&A-vestiging die eveneens op die dag werd geopend. Dit stuk passage had aanvankelijk antraciet grijze tegels die aansloten bij de grijze buitenbetegeling die in de rest van het nieuwe stationsgebied zou worden toegepast. Bij de oplevering van de (rest van de) Noordpassage in 2017 is ervoor gekozen om dit stuk, evenals de rest van het nieuwe winkelcentrum, een warmere kleur betegeling te geven.
- De eerste McDonald's van de regio Utrecht kwam in 1978 in Hoog Catharijne (in 1971 was de eerste in Nederland geopend). De vestiging kwam in het Gildenkwartier dat toen nog geen half jaar oud was. Het paste bij de strategie van McDonald's toentertijd om filialen in de centra van de grote steden te openen. Dit filiaal staat nog steeds op dezelfde plek in het, in de jaren 2010, herontwikkelde winkelcentrum.

## Afbeeldingen

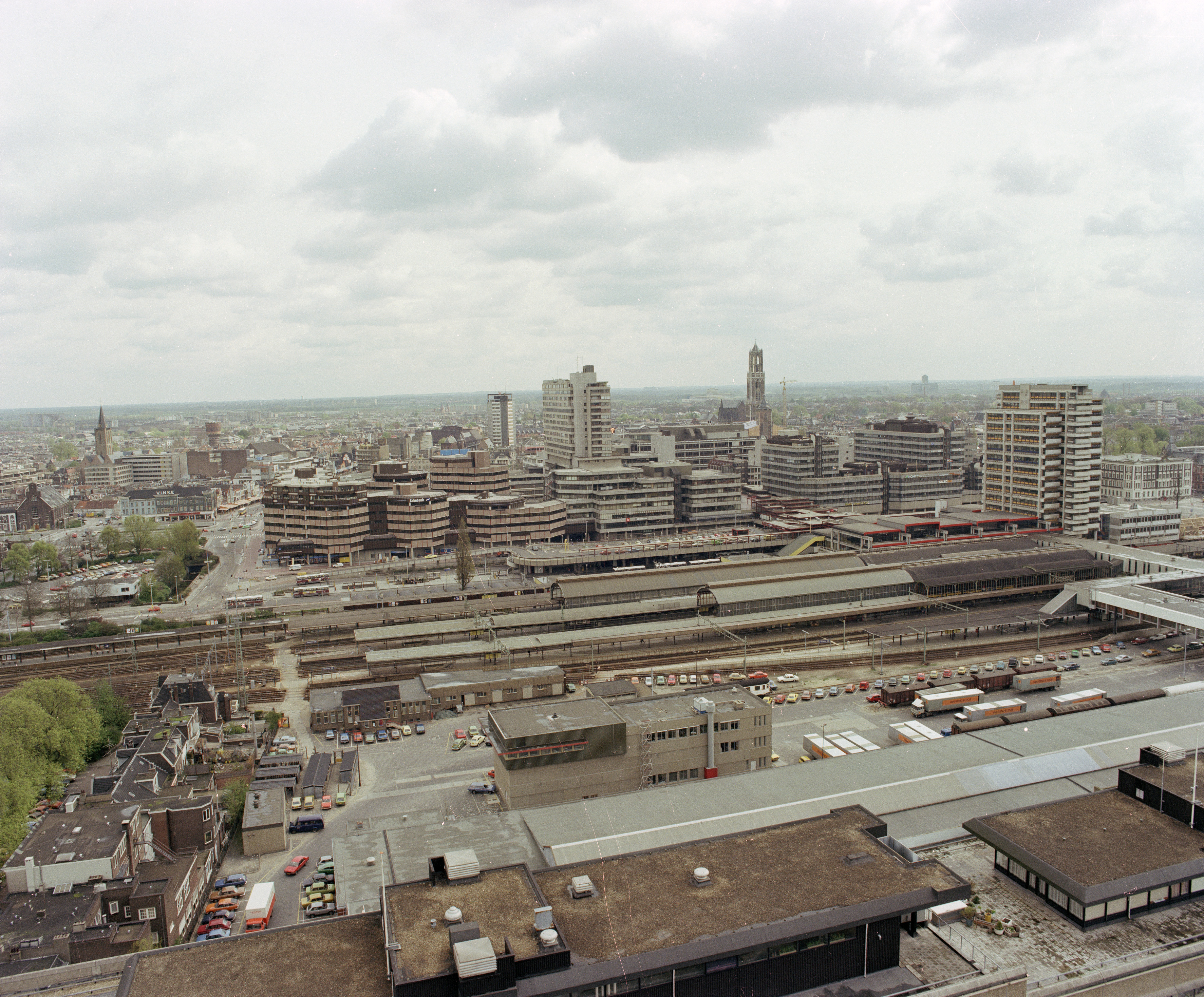
Hoog Catharijne 1977 vanuit het toenmalige Holiday Inn Hotel, sinds 2001 het NH-hotel, met het station, taxiplatform, stadsbusstation en buitenzijde van het Gildenkwartier (linksmidden) en Radboudkwartier (middenin de foto). De kantoortoren rechts is de Katreinetoren: links daarvan zijn de stationshal en daarboven daarvan de stationstraverse uit 1973 (van Hoog Catharijne) te zien (beide met rode dakplinten). Vanuit de Katreinetoren start de andere traverse in bajonetvorm: de stationstraverse uit 1969 (van de NS), en na de knik de Jaarbeurstraverse (eindigt rechts-midden op de foto).
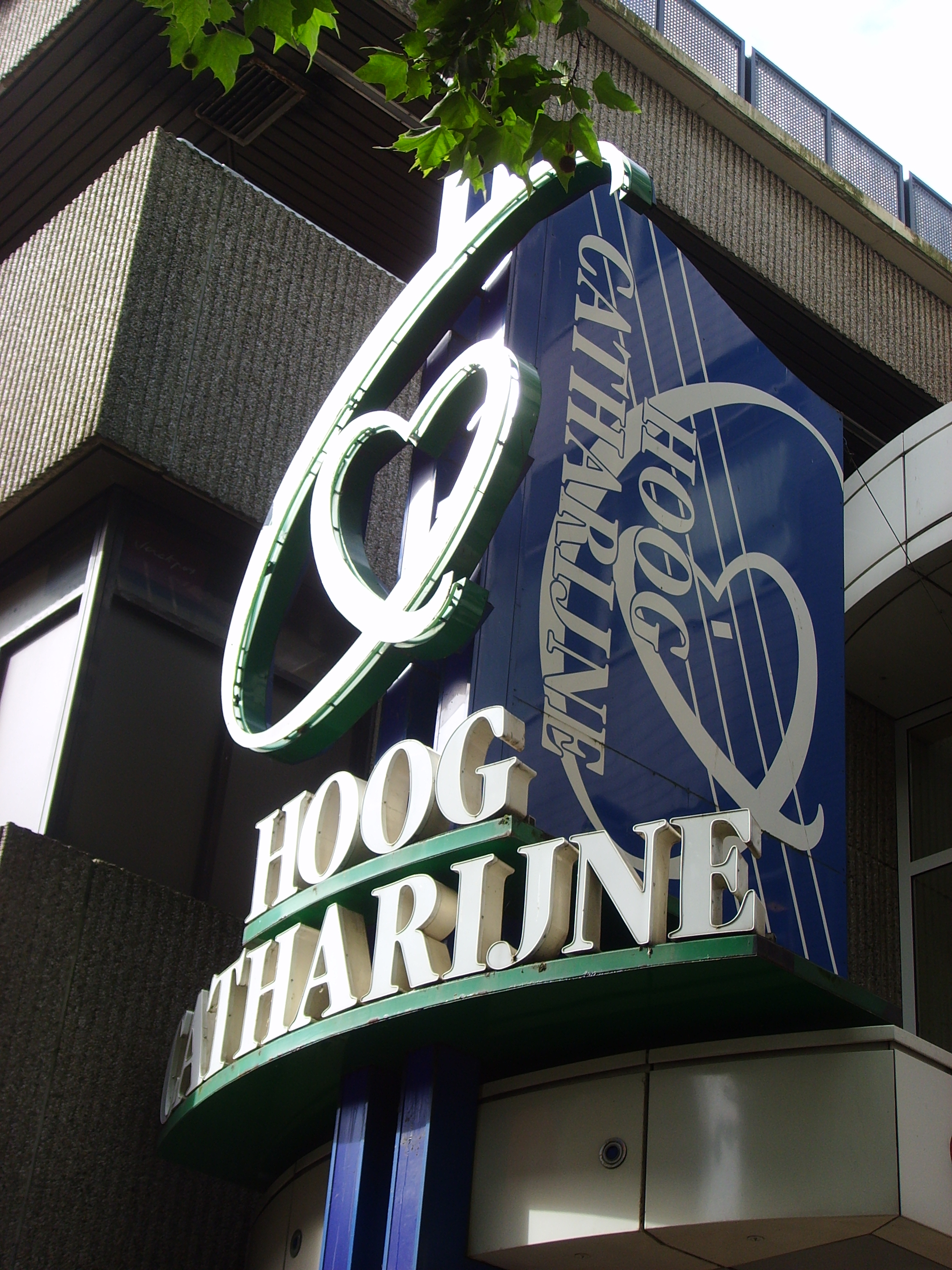
Voormalig logo boven de ingang na de eerste verbouwing.
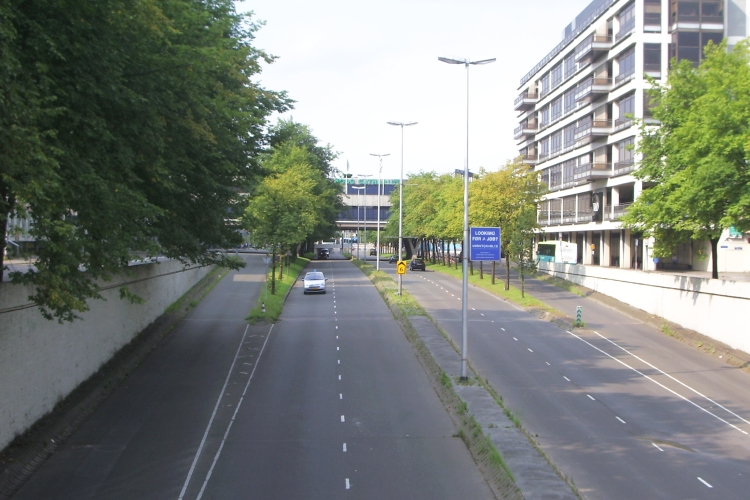
De Catharijnebaan in 2008 vanuit het zuiden, vlak voor de sluiting in 2010, in de richting van de Radboudtraverse en met rechts het toenmalige V&D-gebouw.
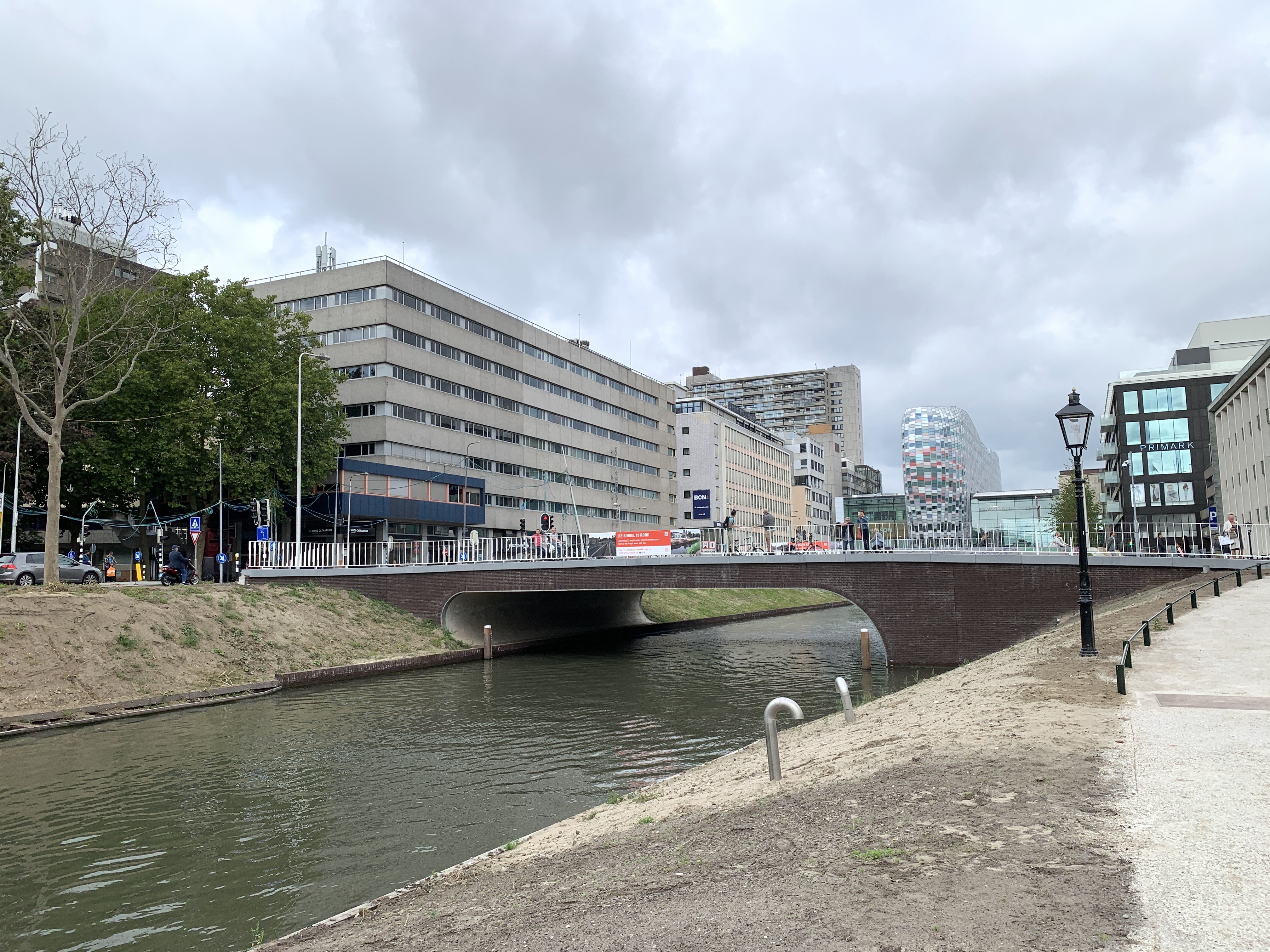
Oud en nieuw, kijkend naar het noorden: vooraan de foto het bestaande grijze gebouw (met de blauwe/groene 'uitbouw') van o.a. het voormalige Ziekenfonds en de voormalige apotheek aan de weer herstelde Catharijnesingel in 2020. De (grijze) kleurverschillen van de verschillende opleveringen en bouwstappen zijn nog steeds zichtbaar. Het voorste deel uit 1968 is het oudste gebouwdeel uit het Plan Hoog Catharijne. Rechts op de achtergrond staat het vernieuwde Hoog Catharijne dat een halve eeuw later is opgeleverd met o.a. het Poortgebouw.
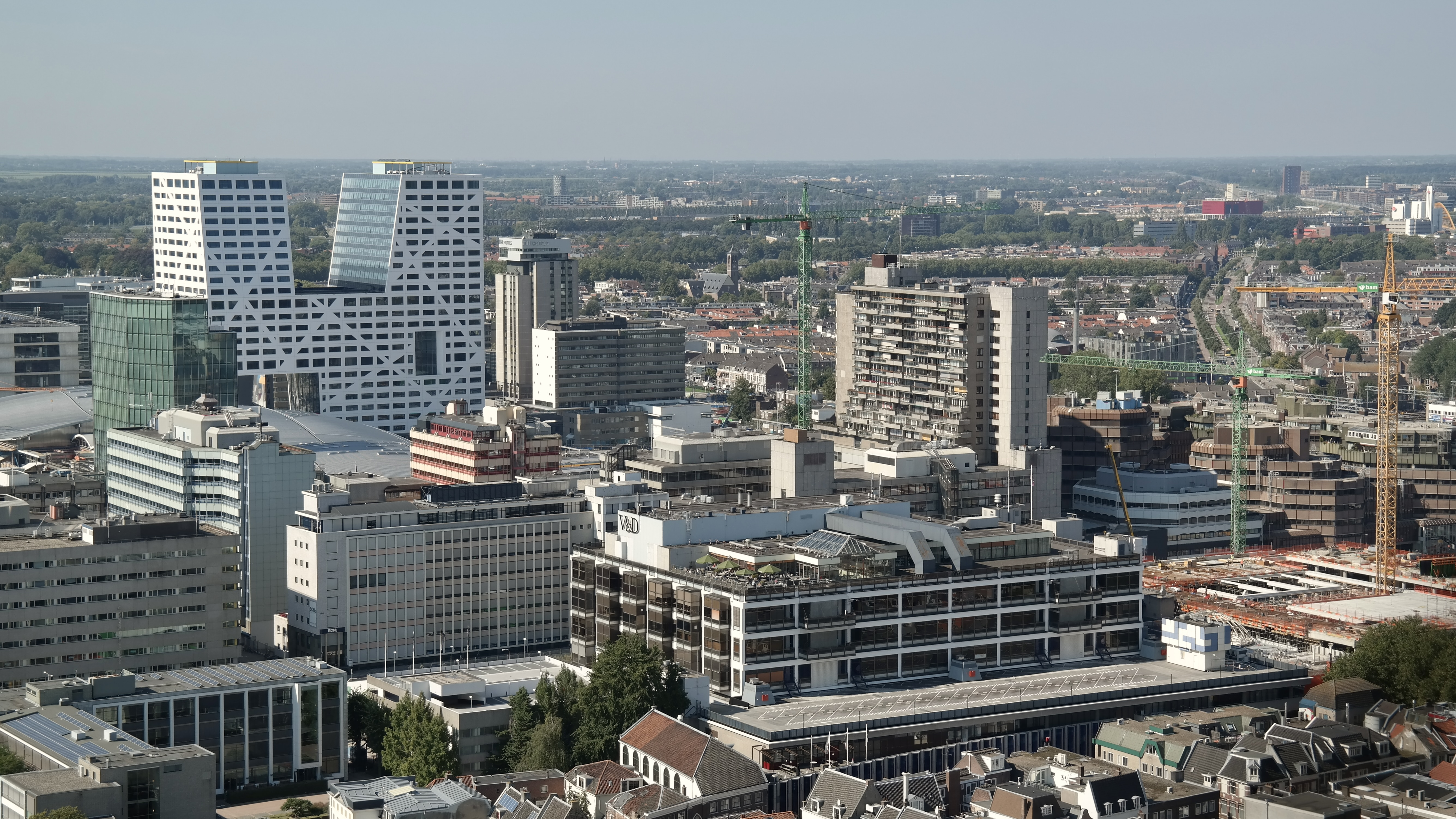
Hoog Catharijne gezien vanaf de Domtoren in 2015 ten tijden van de nieuwbouw aan het Vredenburg